# ウィキペディアの信頼性

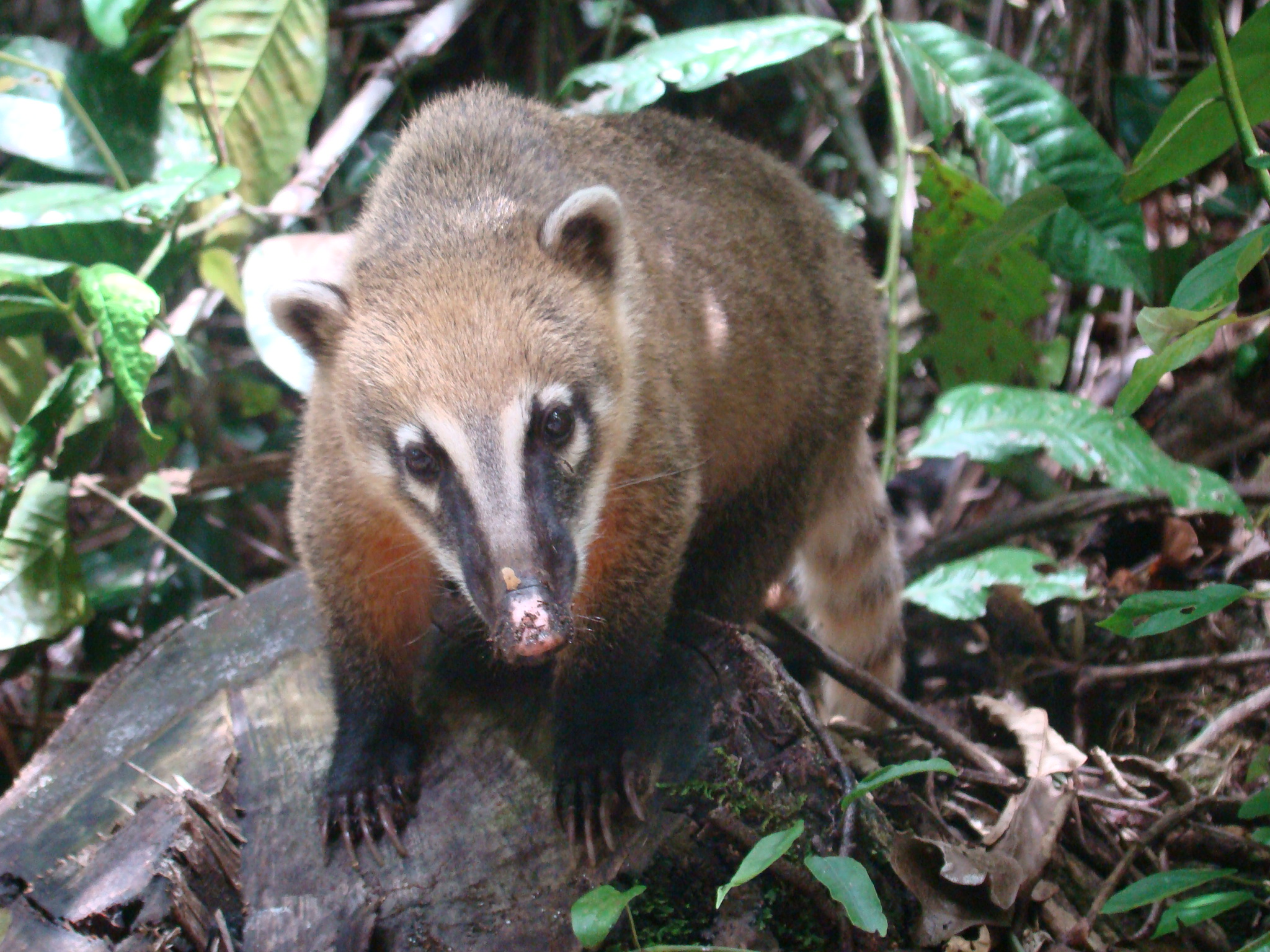
南米のアカハナグマ。2008年7月、17歳の学生がハナグマ(英語版)のウィキペディア記事に「『ブラジルのツチブタ』とも呼ばれる」という虚偽情報を個人的な冗談として追加した。この記述は6年間存続し、何百ものウェブサイト、いくつかの新聞、さらには大学出版局から出版された数冊の書籍によって拡散された。

ウィキペディアの信頼性（ウィキペディアのしんらいせい、英: Reliability of Wikipedia）とボランティア主導のコミュニティ規制による編集モデル、特に英語版については、疑問視され検証されてきた。ウィキペディアはボランティア編集者（ウィキペディアンとして知られる）によって執筆・編集され、コミュニティによって生成されたポリシーとガイドラインを通じて他のボランティア編集者による編集監視のもとでオンラインコンテンツを生成する。このプロジェクトの信頼性は、比較レビュー、歴史的パターンの分析、およびその編集プロセスに内在する強みと弱みを通じて統計的に検証されてきた。このオンライン百科事典は、主にそのコンテンツ、プレゼンテーション、および編集プロセスに関して、事実の信頼性の欠如で批判されてきた。ウィキペディアの信頼性を測定しようとする研究や調査は、様々な結果を示している。ウィキペディアの信頼性は2000年代によく批判されていたが、改善されてきた。その英語版は2010年代後半から2020年代初頭にかけて一般的に称賛されている。

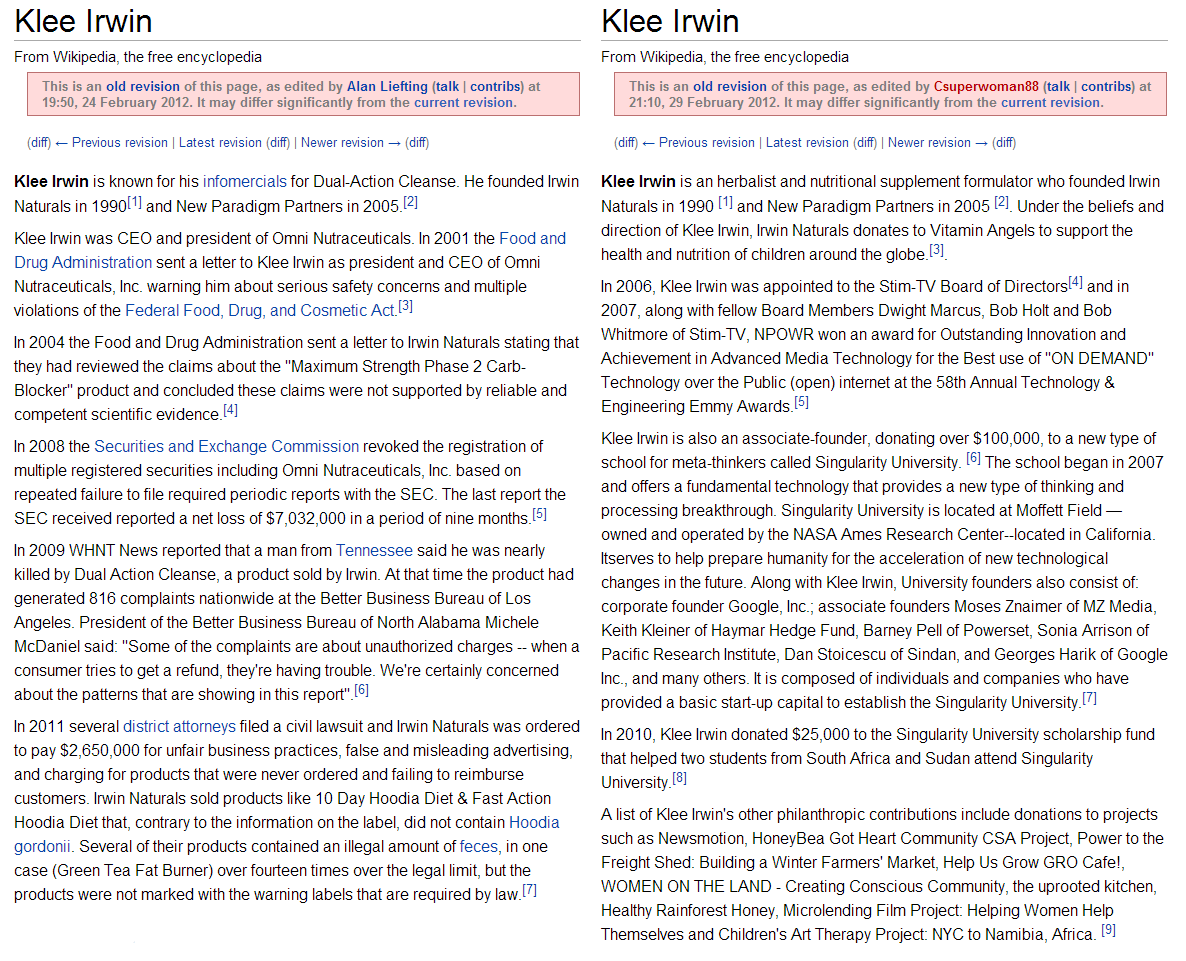
記事の不安定性と認知バイアスへの感受性は、ウィキペディアのようなクラウドソーシングされた作品における2つの潜在的な問題領域である。

信頼性に関する評価の一部は、編集者によって虚偽または誤解を招く情報と見なされる内容である荒らし行為がどれほど迅速に削除されるかを調査した。プロジェクト開始から2年後の2003年、IBMの調査では「荒らし行為は通常、非常に迅速に修復されるため、ほとんどのユーザーはその影響を見ることはない」ことが分かった。ウィキペディアはボランティアの編集者によるものであるため、虚偽または捏造されたコンテンツが含まれ、時には何年も残ることがある。その編集モデルは、選択バイアス、包含バイアス、参加バイアス、集団思考バイアスなど、複数のシステムバイアスを促進する。百科事典の大部分は男性編集者によって書かれており、これは内容のジェンダーバイアスにつながっている。また、編集コミュニティの構成は、人種バイアス、スピンバイアス、企業バイアス、国家バイアスなどの懸念を引き起こしている。ウィキペディアにおけるイデオロギー的バイアスも意識的および無意識的レベルの両方で確認されている。ハーバード・ビジネス・スクールによる2012年および2014年の一連の研究では、ウィキペディアがブリタニカ百科事典よりも「著しくバイアスがかかっている」ことが判明したが、これはオンライン百科事典の長さに起因するものであり、偏った編集によるものではないと結論づけられた。
中立でない編集や利益相反による編集の事例、および「復讐編集」のためのウィキペディアの使用は、特に生存している人物の伝記において、記事内の虚偽、偏向、または中傷的なコンテンツに注目を集めている。社会科学、人文科学、文化などのあまり技術的でない主題に関する記事は、誤情報サイクル、認知バイアス、網羅性の不一致、および編集者の論争に対処していることが知られている。このオンライン百科事典は、その情報の正確性を保証するものではない。研究者がリストされた参考文献、引用、情報源を調べる際の価値ある「出発点」と見なされている。学者たちは、記事の質を評価する際に信頼できる情報源を確認することを勧めている。
病理学、毒性学、腫瘍学、医薬品、精神医学 などの医学および科学記事の網羅性は、2005年のネイチャーの研究で専門家および査読を受けた情報源と比較された。1年後、ブリタニカ百科事典はこのネイチャーの研究に異議を唱え、その著者らはさらなる反論で応じた。可読性および技術的言語の過剰使用に関する懸念は、米国臨床腫瘍学会（2011年）、Psychological Medicine（2012年）、European Journal of Gastroenterology and Hepatology（2014年） で発表された研究で提起された。シンプル英語版ウィキペディアは、複雑な記事をベーシック英語で一般の人々にとってよりアクセスしやすくするための記事の簡易化版として機能している。ウィキペディアの人気、大規模な読者層、および無料アクセスにより、この百科事典は世界中で実質的な二次的認知的権威を持つようになった

## ウィキペディア編集モデル
ウィキペディアは匿名編集を許可している。投稿者（「編集者」として知られる）は身分証明やメールアドレスを提供する必要がない。ダートマス大学による2009年の英語版ウィキペディアに関する研究では、通常の社会的期待に反して、匿名編集者はウィキペディアの有効なコンテンツの最も生産的な貢献者の一部であることが指摘された。このダートマスの研究は、その方法論的欠陥によりArs Technicaのジョン・ティマーによって批判された。
ウィキペディアは同じコミュニティが自己規制し、品質管理においてより熟練することを信頼している。ウィキペディアは、何百万人もの人々の作業を活用して、世界最大の知識ベースサイトとそれをサポートするソフトウェアを作成し、12年足らずで280以上の異なる言語バージョンにわたって1900万以上の記事が書かれるという結果をもたらした。このため、学術的にも情報技術、ビジネス、プロジェクト管理、知識獲得、ソフトウェアプログラミング、その他の協同プロジェクト、社会学などの多様な分野から、ウィキペディアモデルが質の高い結果を生み出せるか、このような方法での協力が人々について何を明らかにできるか、そして関与の規模が個人の限界や貧弱な編集能力によって生じる障害を克服できるかを探るために、このプロジェクトに大きな関心が寄せられてきた。
ウィキペディアの真実性の程度は、その技術、ポリシー、および編集者文化に由来する。編集履歴は公開されている。脚注は主張の出典を示している。編集者は検証不可能な主張を削除し、中立的な視点（NPOV）で表現されていない主張を覆す（「差し戻す」）。ウィキペディア編集者はまた、自己検査を行い、ウィキペディアの欠点を認める傾向がある。そのオープンモデルは、短命な冗談や長期的な偽情報を含む記事改ざん（荒らし行為）を許容する。一部の編集者は、百科事典を改善するのと同じくらい荒らし行為（荒らし、スパム、嫌がらせの作成）に時間を費やしている。英語版ウィキペディアの編集者プール（月に5回編集を行う約4万人の活動的編集者）は、主に男性と白人に偏っており、内容における性別および人種に基づく構造的偏向につながっている。内容の範囲の変動により、オンラインコミュニティ教授のエイミー・S・ブラックマンが述べたように、ウィキペディアは全体として「人間によって作成された情報の中で最も正確な形式」でありながら、短い記事は「完全なゴミ」になり得る。
学者たちは、事実が争われる時代において、読者が現実を確認できる「合意された真実」を表すものとしてウィキペディアを見ている。例えば、COVID-19パンデミックに関する事実が急速に変化したり議論されたりした際、編集者は「検証可能性」と「NPOV」のガイドラインに準拠しない主張を削除した。

### ファクトチェック
ウィキペディアのファクトチェックは、ウィキペディア編集者がウィキペディアに公開されたコンテンツのファクトチェックを実行するプロセスであり、ウィキペディアを使用したファクトチェックは、他の出版物をファクトチェックするためにウィキペディアを使用することである。ウィキペディアの文脈におけるファクトチェックのより広いトピックには、ファクトチェックにおけるウィキペディアの位置づけに関する文化的議論も含まれる。YouTube やFacebook などの主要プラットフォームは、自社のメディアコレクション内の情報の正確性を確認するためにウィキペディアのコンテンツを使用している。公共の信頼を求めることは、ウィキペディアの出版哲学の主要部分である。
ウィキペディアは単なる百科事典を超えて、ニューヨーク・タイムズが「デジタル世界を一つに繋ぐ事実のネット」と呼ぶものへと成長した。検索エンジンに対する一般的な質問は、ウィキペディアから取り込まれた知識を使用して回答され、多くの場合、ウィキペディアをその情報源として信用またはリンクしている。ウィキペディアは、ChatGPTなどの生成型人工知能（AI）モデルのトレーニングに使用される最も重要な単一ソースである可能性が高く、ウィキペディアは高度に構造化されたフォーマットを持つ厳選されたデータセットとして評価されている。AIモデルの正確性はトレーニングデータの質に依存するが、これらのモデルは基本的に知識の元のソースを引用することができないため、AIユーザーはウィキペディアがその情報源であることを知らずにウィキペディアの知識を使用している。AIユーザーはまた、ウィキペディアに由来する事実とフィクションのデータポイント（AIのハルシネーション）が絡み合った結果を受け取り、情報検索中のリアルタイムのファクトチェックがなければ情報の質が低下する。

## 評価

### 信頼性評価の基準
ウィキペディア記事の信頼性は、以下の基準によって測定できる：
- 記事内で提供される情報の正確性
- 記事に提供される画像の適切性
- 記事のスタイルと焦点の適切性[40]
- 虚偽情報への感受性、およびその排除と削除

ウィキペディア記事の荒らし行為。左側が通常の損傷のないバージョン、右側が荒らされた損傷したバージョンである。

- 記事内の包括性、範囲、網羅性、および記事の範囲
- 引用として信頼できる第三者情報源の特定
- 尊敬される情報源による声明の検証可能性[18]
- 記事の安定性
- 編集上および構造的バイアス（英語版）への感受性
- 文章の質

いくつかの「市場志向」の外部的指標は、大規模な視聴者が何らかの形でウィキペディアを信頼していることを示している。例えば、IMS健康情報学研究所のレポートによると、「[米国の]医師の50%がウィキペディアを健康状態に関する情報のために...相談したと報告している」。

### 比較研究
2005年10月24日、英国の新聞ザ・ガーディアンは「ウィキペディアを信頼できるか？」というタイトルの記事を発表し、専門家パネルが自分の専門分野に関連する7つのエントリーをレビューし、レビューされた各記事に0から10までの数字を割り当てるよう依頼した。これらのレビューされた記事のほとんどは5から8の間の評価を受けた。最も一般的な批判は、貧弱な文章、または読みやすさの問題（3回言及）、省略または不正確さ（多くの場合小さいが、一部の記事では重要な省略を含む）（3回言及）、そして重要でない領域により多くの注意が払われ、その逆も同様という貧弱なバランス（1回言及）であった。最も一般的な賞賛は、事実に基づき正確であること、明らかな不正確さがないこと（4回言及）、そして「多くの情報に迅速にアクセスできる」ように、適切に選択されたリンクを含む多くの有用な情報（3回言及）であった。
2005年12月、ジャーナルネイチャーは、ウィキペディアとブリタニカ百科事典の一部の記事の正確性についてレビュアーの評価を求める盲検試験の結果を発表した。この非査読研究は、著名な科学者の伝記を含む、科学的トピックに関するネイチャーが選んだ42の記事に基づいていた。調査されたサンプル記事で見つかった事実の誤り、省略、または誤解を招く記述は、ウィキペディアで162、ブリタニカで123（4:3）であった。重要な概念の誤解釈などの重大な誤りについては、ウィキペディアで4つ、ブリタニカで4つ（1:1）が見つかった。この研究は、「ウィキペディアは科学記事の正確性においてブリタニカに近い」 と結論づけたが、ウィキペディアの記事は「構造が貧弱」であることが多いとされた。
ブリタニカ百科事典は懸念を表明し、ネイチャーは調査方法に関するさらなる文書を公開した。この追加情報に基づき、ブリタニカ百科事典はネイチャーの研究の妥当性を否定し、「致命的な欠陥がある」と述べた。ブリタニカの批判の中には、一部の記事の全文ではなく抜粋が使用されたこと、一部の抜粋に若者向けバージョン用に書かれた記事が含まれていたこと、ネイチャーがレビュアーの事実の主張を確認しなかったこと、レビュアーが誤りとラベル付けした多くのポイントは編集上の意見の相違であったことなどがあった。ブリタニカはさらに、「見出しでは『ウィキペディアは科学記事の正確性においてブリタニカに近い』と宣言していたが、記事本文の奥深くに埋め込まれた数字はまさにその反対のことを述べていた：ウィキペディアは実際、ブリタニカよりも3分の1多く不正確であった。（以下で示すように、ネイチャーの研究はブリタニカの不正確さを大幅に誇張していたため、我々はこの数字を、数字が提示された偏った方法を指摘するためだけに引用する。）」と述べた。ネイチャーは一部のブリタニカ抜粋が編集されたものであることを認めたが、これが研究の結論を無効にするものではないと否定した。ブリタニカ百科事典はまた、誤りの内訳によると、ウィキペディアの間違いはより頻繁に不正確な事実の包含である一方、ブリタニカの間違いは「省略の誤り」であり、これにより「数字によるとブリタニカはウィキペディアよりはるかに正確である」と主張した。ネイチャーはその後、ブリタニカの反応を拒否し、レビュアーの側のいかなる誤りもどちらの百科事典にも偏っていなかったこと、一部のケースでは両方の百科事典からの記事の抜粋を使用したこと、そしてブリタニカは「公開書簡」反論を発表する前にネイチャーに特定の懸念を共有しなかったことを述べた。
これら二者間のポイントごとの不一致は、編集/テキスト抜粋の問題と非常に小さなサンプルサイズの問題に対応したもので、ウィキペディアに有利になるようにするバイアスがかかっていると主張され、一方で、ブリタニカの品質管理された形式に有利な包括的、全記事、大サンプルサイズの研究が好まれるという議論がオンラインでのディスカッションで繰り返されてきた。ネイチャー研究を引用する記事についても、例えば、記事/記事部分の手動選択のための「欠陥のある研究設計」、10万以上のブリタニカ記事と100万以上の英語版ウィキペディア記事から40記事を比較したことによる研究の「統計的検出力」の欠如、および研究統計分析（例えば、研究結果の報告された信頼区間）の欠如が指摘されている。科学コミュニケーターのジョナサン・ジャリーは、2024年にこの研究は歴史的に重要であり、それ以来ウィキペディアの信頼性に関するほぼすべての科学論文で引用されているが、この種の研究は「スナップショット」を提供するだけであり、すぐに信頼性がなくなると述べた。
2006年6月、アメリカ史を専門とする教授のロイ・ローゼンツワイクは、25人のアメリカ人に関するウィキペディアの伝記と、Encartaとアメリカン・ナショナル・バイオグラフィー・オンラインに見られる対応する伝記を比較した研究を発表した。彼は、ウィキペディアが「米国の歴史における名前、日付、イベントを報告する上で驚くほど正確である」と書き、一部の誤りを「広く信じられているが不正確な信念」と表現した。しかし、彼はウィキペディアが重要な詳細と些細な詳細を区別できないことが多く、最良の参考文献を提供していないと述べた。また、ウィキペディアには「説得力のある分析と解釈、そして明確で魅力的な散文」が欠けていることも指摘した
カリフォルニア州立大学ドミンゲスヒルズ校の情報システム教授であるラリー・プレスによって2005年12月から2006年5月にかけて実施されたウェブベースの調査は、「ウィキペディア記事の正確性と完全性」を評価した。50人が記事を評価する招待を受け入れた。50人のうち、76%がウィキペディア記事が正確であることに同意または強く同意し、46%がそれが完全であることに同意または強く同意した。18人が彼らがレビューした記事をブリタニカ百科事典の同じトピックに関する記事と比較した。正確性に関する意見は2つの百科事典間でほぼ同等であり（6人がブリタニカを支持、7人がウィキペディアを支持、5人が同等と述べた）、18人中11人（61%）がウィキペディアをやや、または実質的により完全であると判断し、18人中7人（39%）がブリタニカをより完全だと判断した。この調査は参加者のランダムな選択を試みておらず、参加者がどのように招待されたかは明確でない。
ドイツのコンピューティング雑誌c'tは、2004年10月にBrockhaus Multimedial、Microsoft Encarta、およびドイツ語版ウィキペディアの比較を行った：専門家が様々な分野の66の記事を評価した。総合スコアでは、ウィキペディアは5点満点中3.6点（B-）と評価された。2007年2月にc'tが行った2回目のテストでは、150の検索用語を使用し、そのうち56が詳細に評価され、4つのデジタル百科事典を比較した：Bertelsmann Enzyklopädie 2007、Brockhaus Multimedial premium 2007、Encarta 2007 Enzyklopädieおよびウィキペディア。結論は次のとおりであった：「無料百科事典のテキストには、商業的競合他社のテキストよりも多くのエラーは見つからなかった」。
ウィキペディアを経済学者のいうアイデアの完全競争市場に適合すると見なし、ジョージ・ブラーグス（グエルフ＝ハンバー大学）は、7人の主要な西洋哲学者に関するウィキペディアの記事を調査した：アリストテレス、プラトン、イマヌエル・カント、ルネ・デカルト、ゲオルク・ヴィルヘルム・フリードリヒ・ヘーゲル、トマス・アクィナス、およびジョン・ロック。ウィキペディアの記事は、哲学の4つの参考文献から集められたテーマのコンセンサスリストと比較された。ブラーグスは、平均して、ウィキペディアの記事はコンセンサステーマの52%しかカバーしていないことを発見した。エラーは見つからなかったが、重要な省略があった。
PC Pro誌（2007年8月）は、専門家に4つの記事（小さなサンプル）を自分の科学分野において、ウィキペディア、ブリタニカ、およびEncartaの間で比較するよう依頼した。それぞれの場合、ウィキペディアは「概ね信頼できる」、「よく対処されている」、「よく機能する」、「基本的な事実に適している」、「概ね正確」と説明された。1つの記事は「終わりに向かって著しい劣化が見られた」が、別の記事は「より明確で優雅な」文章を持ち、3番目は競合他社より書き方は劣るが詳細は優れていると評価され、4番目は「Encartaやブリタニカの同等物よりも、真剣な学生にとってより有益」とされた。ウィキペディア記事には重大なエラーは指摘されなかった一方、1つのEncartaと1つのブリタニカ記事には重大なエラーが指摘された。
2007年10月、オーストラリアの雑誌PC Authorityはウィキペディアの正確性に関する特集記事を発表した。この記事はウィキペディアのコンテンツをブリタニカやEncartaなどの他の人気のあるオンライン百科事典と比較した。雑誌は専門家に彼らの分野に関連する記事を評価するよう依頼した。合計4つの記事が3人の専門家によってレビューされた。ウィキペディアは他の百科事典と同等であり、化学カテゴリーでトップであった。
2007年12月、ドイツの雑誌シュテルンは、ドイツ語版ウィキペディアと15巻版ブロックハウス百科事典のオンラインバージョンを比較した結果を発表した。この試験は研究機関（ケルンに拠点を置くWIND GmbH）に委託され、その分析者は各百科事典から50の記事（政治、ビジネス、スポーツ、科学、文化、エンターテイメント、地理、医学、歴史、宗教をカバー）を4つの基準（正確性、完全性、適時性、明確性）で評価し、ウィキペディア記事が平均してより正確であると判断した（1が最良、6が最悪の尺度で、ウィキペディアが1.6、ブロックハウスが2.3）。ウィキペディアの網羅性も、より完全で最新のものであることが判明したが、ブロックハウスはより明確に書かれていると判断され、いくつかのウィキペディア記事は専門家でない人にとって複雑すぎると批判され、多くは冗長すぎると批判された。
2008年4月号で、イギリスのコンピューティング雑誌PC Plusは、英語版ウィキペディアとワールドブック百科事典およびブリタニカ百科事典のDVD版を比較し、一連のランダムな主題の網羅性を各百科事典で評価した。結論として、「コンテンツの質はすべての3つの場合において良好である」とし、ウィキペディアユーザーに「誤った編集が発生することを認識し、異常に思えるものは第二の情報源で確認してください。しかし、ウィキペディアの大部分は価値ある正確な情報で満たされている」とアドバイスした。
2008年、Reference Services Reviewの論文は、歴史的トピックに関する9つのウィキペディアエントリーをブリタニカ百科事典、アメリカン・ヒストリー辞典、アメリカン・ナショナル・バイオグラフィー・オンラインの同等品と比較した。この論文は、ウィキペディアのエントリーの全体的な正確率が80パーセントであるのに対し、他の百科事典の正確率は95パーセントから96パーセントであることを発見した。
2010年の研究は、国の歴史に関するウィキペディアページがサイトの検証可能性ポリシーにどの程度適合しているかを評価した。この研究は、このポリシーに反して、これらの記事の多くの主張が引用によって裏付けられておらず、裏付けられている主張も、学術ジャーナル記事ではなく、一般メディアや政府ウェブサイトを情報源としていることが多いことを発見した。
2011年4月、ブリガムヤング大学のアダム・ブラウンによる研究が、ジャーナルPS Political Science & Politicsに発表された。この研究は「候補者、選挙、および公職者に関する何千ものウィキペディア記事」を検証した。研究結果によると、これらの記事の情報は正確である傾向があったが、調査された記事には多くの省略エラーが含まれていた。
2012年、シェーン・グリーンスタインが共著で発表した研究では、アメリカ合衆国の政治に関する10年間のウィキペディア記事を調査し、リーナスの法則の狭い解釈に沿って、特定の記事の貢献者が多いほど、その記事はより中立になる傾向があることを発見した。
リーブリーら（2012年）は、ウィキペディアの特定の精神保健トピックに関する記事の質を、ブリタニカ百科事典や精神医学の教科書の対応する記事と比較した。彼らは専門家に正確性、最新性、網羅範囲の広さ、参考文献、および読みやすさに関して記事内容を評価するよう依頼した。ウィキペディアは読みやすさを除くすべての基準で最高得点を獲得し、著者らはウィキペディアがブリタニカおよび標準的な教科書と同等かそれ以上であると結論づけた。
2014年のニューイングランド・ジャーナル・オブ・メディシンの展望記事では、22の処方薬に関するウィキペディアページを調査し、最新のFDA安全性警告を含むように更新されているかどうかを判断した。その結果、これらのページの41%が警告後2週間以内に更新され、23%が2週間以上後に更新され、残りの36%は2014年1月時点で、警告から1年以上経過しても警告を含むように更新されていなかった。
2014年に米国薬剤師協会ジャーナルで発表された研究では、ハーブサプリメントに関する19のウィキペディア記事を調査し、これらすべての記事に「治療用途と副作用」に関する情報が含まれていると結論づけたが、「いくつかの記事には薬物相互作用、妊娠中の使用、および禁忌に関する情報が欠けていた」とも結論づけた。そのため、研究著者らは患者が当該ハーブサプリメントに関する情報源としてウィキペディアのみに頼らないよう推奨した。
2014年にPLOS ONEで発表された別の研究では、ウィキペディアの薬理学に関する情報が、薬理学の教科書と比較して99.7%正確であり、そのような情報の完全性はウィキペディアで83.8%であることが判明した。研究ではまた、これらのウィキペディア記事の完全性は「薬物動態学」のカテゴリで最も低く（68%）、「適応症」のカテゴリで最も高い（91.3%）ことが判明した。著者らは「ウィキペディアは学部医学教育にとって正確で包括的な薬物関連情報源である」と結論づけた。

### 専門家の意見

#### 図書館員の見解
2004年のガーディアンのインタビューで、自身を情報専門家およびインターネットコンサルタントと称する フィリップ・ブラッドリーは、ウィキペディアを使用しないと述べ、「使用する図書館員を一人も知らない」とした。彼はさらに「主な問題は権威の欠如である。印刷出版物では、出版社は生計がかかっているため、データの信頼性を確保しなければならない。しかし、このようなものでは、それがすべて無意味になる」と説明した。
2005年、オンタリオ州のトレント大学の図書館は、ウィキペディアには「長く包括的」な多くの記事があるが、「誤報やバイアスの余地が多く、記事の質と深さには多くの変動がある」と述べた。ウィキペディアには利点と制限があり、「技術的なトピックの優れた網羅性」があり、記事は「しばしば迅速に追加され、その結果、時事問題の網羅性は非常に良い」とし、これをこのような作業を達成できない従来の情報源と比較している。結論として、必要に応じて批判的に考え、情報源の適切性を評価すべきであり、「事実または意見を探しているか、トピックをどの程度深く探求したいか、信頼性と正確性の重要性、そして適時または最新の情報の重要性」を考慮し、いずれにせよウィキペディアは「出発点」として使用できると付け加えた。
2006年、ライブラリージャーナルがウィキペディアのレビューを行い、「形式を問わず参考資料の最も厳しい批評家である」図書館員のパネルを使用し、「長年にわたるレビュアー」にウィキペディアの三つの領域（大衆文化、時事問題、科学）を評価するよう依頼し、次のように結論づけた：「専門的管理を制限することを誇りとするリソースを使用する際に慎重を期するべき理由はまだあるが、多くの励みになる兆候は（少なくとも現時点では）ウィキペディアが図書館員の承認印を得る可能性があることを示唆している」。「論争の的となる歴史的および現在のイベントを探求し、露骨な悪用を見つけることを期待した」あるレビュアーは、「論争の的となる主題に関するウィキペディアの客観的な提示に喜んだ」が、「サイバースペースに浮遊する多くの情報と同様に、健全な懐疑心と事実と意見を選り分ける能力が必要である」と述べた。他のレビュアーは「多くの変動」があるが「良質なコンテンツが豊富にある」と指摘した。
2007年、アメリカ図書館協会（ALA）の元会長であるマイケル・ゴーマンは、ブリタニカ百科事典のブログで、「ウィキペディアの使用を奨励する教授は、ビッグマックのみで構成された食事を推奨する栄養士の知的等価物である」と述べた。
インフォメーション・トゥデイ（2006年3月）は、ナンシー・オニール（サンタモニカ公共図書館システムのレファレンスサービス主任図書館員）の言葉を引用し、「図書館コミュニティではウィキペディアに対してかなりの懐疑論がある」が、「彼女は明るくウィキペディアが検索の良い出発点になることも認めている。そこから用語、名前、そして主題の感覚を得ることができる」と述べている。
PC Pro（2007年8月）は、大英図書館のヨーロッパおよびアメリカ・コレクション部長であるスティーブン・ベリーの言葉を引用し、「ウィキペディアは潜在的に良いものであり、新しいイベントや古いアイテムに関する新しい証拠に対してより迅速な対応を提供する」と述べている。記事は次のように結論づけている：「[ベリー]にとって、問題はウィキペディアのコンテンツの信頼性というよりも、それが使用される方法である」。ベリーは「すでにそれは研究者の最初の訪問先になっている」と述べた後、これは「それ以上進まない場合を除いて必ずしも問題ではない」と指摘している。ベリーによれば、ウィキペディアを使用するコツは「百科事典（無料、ウェブ、または印刷）に記載されているからといって、それが真実だとは限らないことを理解することである。証拠を求め...そして貢献せよ」である。

#### 議論を呼ぶ問題に関する記事
2006年、カナダ図書館協会（CLA）向けの記事 は、ウィキペディアのアプローチ、プロセス、および結果について詳細に議論し、例えば論争の的となるトピックでは「最も注目すべきことは、両側が実際に互いに関わり、両者がある程度受け入れられる記事のバージョンを交渉したことである」とコメントしている。著者は次のように述べている：
実際、ウィキペディアは一見した以上に組織的な構造を持っています。 800人ほどの経験豊かな利用者が管理者として指定され、特別な拘束と解放の権限を持っています。彼らは、保護と保護解除、ウィキペディアでの記事の削除と記事の差し戻し、利用者のブロックとブロック解除ができます。 彼らは中立的な立場でその権限を行使し、コミュニティのコンセンサスを形成し、実行することが期待されています。 彼らの介入の効果は、論争の多い記事の議論ページに現れます。 ウィキペディアがこれほど長く存続してきたのは、荒らし行為を行うよりも、それを取り消す方が簡単だからです...。
シらは2017年に「分極化した群衆の知恵」について論じる中で、この分析を拡張し、ウィキペディア設立から2016年12月1日までの英語版ウィキペディアの政治、社会問題、科学に関するすべての編集の内容分析に基づいた。これには英語版ウィキペディアの約5パーセントを占める約233,000の記事が含まれていた。彼らは次のように書いている：「政治演説は[少なくとも米国では]近年著しく分極化している...。ワールドワイドウェブが多様な情報へのアクセスを民主化するという初期の約束にもかかわらず、メディア選択の増加とソーシャルネットワーキングプラットフォームは...エコーチェンバーを作り出し...個人の決定の質を低下させ...アイデンティティに適合しない意見を軽視し、分極化する情報を刺激し強化する...紛争を煽り、コミュニケーションを逆効果にすらする。それにもかかわらず、多くの文献は社会的差異が情報、商品、サービスの協力的生産に及ぼす概して肯定的な効果を文書化している。研究は、社会的に異なるグループからの個人が、協力的に組み合わせた場合...同質のグループからのものよりも優れたパフォーマンスを発揮する多様な認知リソースと視点を具現化していることを示している。」彼らは何百万人ものウィキペディア編集者の編集履歴を7段階の政治的同一性スケールに変換し、ウィキペディアのと比較した。これは機械学習アルゴリズムによって割り当てられたものである。彼らは「より多くの注目を集める記事はよりバランスの取れた関与を持つ傾向がある...[そして]より高い分極化はより高い品質と関連している」ことを発見した。

#### 学術界
学者たちはまた、ウィキペディアが信頼できる情報源としての認識された失敗と、ウィキペディア編集者が貢献するトピックについての専門知識、能力、または資格を持たない可能性があるという理由で批判してきた。ウィティア大学の数学者エイドリアン・リスキンは、高度に技術的な記事は数学者が数学者のために書かれている可能性があるが、多項式に関する記事などのより一般的な数学のトピックは、多くの明らかな間違いを含む非常に素人っぽい方法で書かれていると述べた。
ウィキペディアは信頼できる情報源とみなすことができないため、多くの学校や大学では正式な論文を書く際にウィキペディアの使用を受け入れておらず、一部の教育機関ではウィキペディアを主要な情報源として禁止し、他の機関では外部情報源へのポインタとしての使用のみに制限している。しかし、信頼できる情報源ではないという批判は、ウィキペディアだけでなく百科事典全般に当てはまる可能性がある—一部の大学講師は学生が割り当てられた作業で印刷ベースの百科事典を引用することに感心していない。しかし、これらの懸念のため、指導者たちは学術界でのウィキペディアの使用を過小評価しているようである。研究者や学者は、ウィキペディアが最終的な論文では100パーセント正確な情報源として使用されるべきではないかもしれないが、批判的にアプローチすれば多くの可能性につながる貴重な出発点であると主張している。学術界で欠けているかもしれないのは、中等教育および高等教育におけるウィキペディアの使用に関する批判的分析の強調である。ウィキペディアを完全に却下するのではなく（省略の誤りほど不正確さがない）、むしろそれをサポートし始め、批判的思考スキルと連携してウィキペディアを教育ツールとして使用することを教えるべきである。これにより、学生はオンライン百科事典で見つかった情報をフィルタリングし、自分の発見を批判的に分析するのに役立つ。
2006年にノッティンガム大学のビジネススクールの情報システム講師によって実施された実証研究 は、技術ウェブサイトArs Technicaでレビューされ、55人の学者に専門分野（グループ1）またはランダムに選択された（グループ2）特定のウィキペディア記事をレビューするよう依頼した結果、次のように結論づけた：「専門家は非専門家よりもウィキペディアの記事をより信頼できると判断した。これはウィキペディアの正確性が高いことを示唆している。しかし、結果は専門家によると記事の13パーセントに誤りが含まれているため（10％の専門家が特定されていない程度の事実誤りを報告し、3％はスペルミスを報告した）、ウィキペディアが完全に信頼できるリソースとしてサポートされるとは見なすべきではない」。
ミネソタ州のカールトン・カレッジのグールド図書館には、学術界でのウィキペディアの使用について説明するウェブページがある。それは「ウィキペディアは間違いなく価値があり情報豊富なリソースである」が、その記事には「内在的な信頼性と安定性の欠如がある」と主張し、他の情報源と同様の利点と制限に再び注目している。他のレビューと同様に、情報源とそれから何を望むかを評価すべきであり、「ウィキペディアはいくつかの課題には適切かもしれないが、他のものには適切ではないかもしれない」とコメントしている。ウィキペディア共同創設者のジミー・ウェールズの見解として、ウィキペディアはすべての学術的使用に理想的ではないかもしれないと引用し、（他の情報源と同様に）少なくとも、ウィキペディアの一つの強みは非常に幅広いトピックに関する最新情報の良い出発点を提供することであると示唆している。
2007年、高等教育クロニクルは、デューク大学の学際研究および英語の教授であるキャシー・デビッドソンによる記事を掲載した。その中で彼女は、ウィキペディアを使用して学生に信頼性と信憑性の概念について教えるべきだと主張している。
2008年、ハーモット・イサクハンリ（ハザール大学の創設者兼学長）は、ブリタニカ百科事典と英語版ウィキペディアのアゼルバイジャンおよび関連テーマに関する記事を比較した。彼の研究は、ウィキペディアがこの主題をはるかに広く、より正確に、そしてより詳細にカバーしており、一部のバランスの欠如はあるものの、ウィキペディアが最初の近似のための最良の情報源であることを発見した。
2011年、ワシントン・カレッジの物理学准教授カール・ケームは次のように述べた：「[学生たちに]元の資料を追求するための多くの出発点の一つとして[ウィキペディア]を使用することを奨励している。最良のウィキペディアのエントリは広範な引用とともに十分に研究されている」。
一部の学術ジャーナルはウィキペディア記事を参照するが、それを従来の参考文献と同じレベルに引き上げてはいない。例えば、ウィキペディア記事はサイエンスジャーナルでオンラインで提供される「強化された視点」で参照されている。ウィキペディアへのハイパーリンクを提供したこれらの視点の最初のものは2002年の「白衣タンパク質は青色光を感知する」であり、それ以来数十の強化された視点がそのようなリンクを提供している。サイエンスの発行者は、これらの強化された視点には「標準の参考文献を超えて、オンラインで利用可能な他の関連情報のウェブサイトに直接リンクするハイパーノートが含まれている」と述べている。
スヴェリル・スタインソンは2023年に英語版ウィキペディアの信頼性に影響を与える要因を調査し、「ウィキペディアは初期の疑わしい情報源から、時間の経過とともにますます信頼性の高い情報源に変わった」ことを発見した。これは「積極的なファクトチェッカーおよび反フリンジ」になったためであり、ウィキペディアコミュニティがNPOVポリシーの解釈を変更し、誤解を招くコンテンツをより正確に擬似科学、陰謀論などとラベル付けし始め、そのコンテンツの情報源として使用された引用との調和を図る中で、「フリンジ派の編集者」がサイトから去った。このNPOVの再解釈は「意味のある結果をもたらし、かつては擬似科学、陰謀論、および過激主義に信頼と誤った均衡を与えていた組織を、フリンジ言説の積極的な暴露者、ファクトチェッカー、識別者に変えた」。
教育および認知心理学者のサム・ワインバーグは2024年に「いいえ、ウィキペディアは誰でも編集でき避けるべき信頼性のない情報源ではない。2024年には、私たち全員がもっと頻繁に使用すべき驚くほど厳格な自己修正リソースになっている」と述べた。

#### ジャーナリズムとニュースルームでのウィキペディアの使用
2014年の著書『バーチャル・アンリアリティ』の中で、ニューヨーク大学のジャーナリズム教授であるチャールズ・サイフは、ウィキペディアの偽情報や誤報への感受性、およびウィキペディアを編集する「一般の人々を装った」商業的・政治的組織による操作について指摘した。結論として、サイフは次のようなアドバイスを提示した。
ウィキペディアは年老いた風変わりなおじさんのようなものだ。
ウィキペディアは長年に渡って多くのことを見てきており、楽しい話をすることができる。 彼はまた、ダミーでもない。彼は多くの情報を蓄積し、彼が収集したものについて強い意見を持っている。 彼から学ぶことは多い。 しかし、彼の言うことはすべて大目に見てほしい。 彼が確実に知っていると思っていることの多くは、まったく正しくなかったり、文脈から外れていたりする。 そして、突き詰めれば、彼は少し、まあ、ナッツのようなことを信じていることもある。
もし、彼が言ったことが本当なのかフィクションなのかが気になるなら、より信頼できる情報源で確認することが肝心だ。
サイフは、ウィキペディアからの誤った情報が他の出版物に広がると、時に真実そのものを変えることを観察した。例えば、2012年6月28日、匿名のウィキペディア投稿者が野球選手マイク・トラウトのウィキペディアの伝記に「ミルビル・メテオール」という造語のニックネームを追加した。数週間後、ニューズデイのスポーツライターがこのニックネームを記事で再現し、「その行為によって、偽のニックネームが本物になった」。サイフは、ウィキペディアはある基準では「おおよそ従来の出版物と同程度に正確」であり、より最新であるが、「ウィキペディアで見られる誤りの種類とブリタニカやコリアーズ、あるいは現在は廃止された『Microsoft Encarta』百科事典で見られる誤りの種類には違いがある...ウィキペディアの偽情報の大部分は、旧式の百科事典には決して登場できなかっただろう」と指摘した。ドワイト・ガーナーは、ニューヨーク・タイムズでサイフの本をレビューし、自身も「オンラインの誤った情報によって十分に傷ついた」経験があり、「ウィキペディアのどんでん返し」も含め、非常に懐疑的な考え方を取り入れたと述べた。
2012年11月、判事のブライアン・リーブソンは、英国の報道の文化、慣行、倫理に関する報告書で、「ブレット・ストラウブ」をインデペンデント新聞の創設者の一人として挙げたことで、「ジャーナリズムの基本ルールの一つを忘れた」と非難された。この名前は1年以上前にインデペンデントに関するウィキペディア記事に追加され、友人がいたずらとして彼の名前を一連のウィキペディアページに追加した25歳のカリフォルニア人のものであることが判明した。ストラウブはテレグラフによって追跡され、次のようにコメントした：「誰か、特に判事がウィキペディアの何かを信じたという事実はある意味衝撃的だ。私の友人がウィキペディアの多くのページを編集して私の名前を入れた。[...]私は友人がそれをしたことを知っていたが、それを元に戻す方法を知らず、誰かがそうするだろうと思っていた。ある時点で私はコカ・コーラの創業者か何かになっていた。ウィキペディアを変更するのがいかに簡単かを知っている。彼は赤くリンクされた名前を見つけるたびに、その場所に私の名前を入れた」。
2016年、シアラン・マコーリーのBBC記事も同様に、「多くの悪ふざけ、捏造された情報」がウィキペディアに掲載されたことを指摘し、「これらの偽の事実の多くは隙間を通り抜け、大学の学者から主要な新聞社や放送局に至るまで誰もが福音と見なしている」。記者が彼らの文章でウィキペディアの偽情報や他の改ざんを再現することで恥ずかしい思いをした例をリストアップし、モーリス・ジャールとロニー・ヘイズルハーストの訃報で主要ニュース組織によって広められた誤った情報を含め、マコーリーは次のように述べた：「どのニュースルームのどのジャーナリストも、ウィキペディアを完全な懐疑論以外の何かで扱えば、編集者から鋭い叱責を受けるだろう（この記事でどれだけ酷い目に遭ったか想像できるだろう）」。
デイリー・メール—認識されている信頼性の低さからウィキペディア上で2017年に情報源として禁止された—は「その信頼性の低さから2014年に全てのジャーナリストがウィキペディアを唯一の情報源として使用することを禁止した」と公式に表明している。
スレートは2022年に「数分以内に元に戻された荒らされたウィキペディア記事のスクリーンショットは、ニュース報道やソーシャルメディアでより長い余命を持つことが多く、プラットフォームが実際よりも悪用に対して脆弱であるという公の印象を生み出している」と述べた。

#### 科学と医学
科学と医学は正確性が重要視され、査読が規範となる分野である。ウィキペディアのコンテンツの一部は査読の形を通過しているが、大部分はそうではない。
2008年の研究では80のウィキペディア薬物エントリーを調査した。研究者はこの一連の記事に事実の誤りはほとんど見つけなかったが、これらの記事には禁忌や薬物相互作用など重要な情報がしばしば欠けていると判断した。研究者の一人は「人々がこれを健康専門家に連絡することなく唯一の、または権威ある情報源として使用した場合...それらは発生する可能性のある種類の否定的影響である」と指摘した。研究者らはまた、8つのカテゴリーにわたる80の異なる質問に対する回答を探すことで、ウィキペディアをメドスケープ薬物リファレンス（MDR）と比較した。これには副作用、用量、作用機序などが含まれる。彼らはMDRが質問の82.5パーセントに回答を提供したのに対し、ウィキペディアは40パーセントにしか回答できず、ウィキペディアの回答は完全性も低い傾向があることを判断した。ウィキペディアからの回答で事実の不正確さがあると判断されたものはなかったが、MDRでは4つの不正確な回答を発見した。しかし、研究者らはウィキペディアのエントリーで48の省略エラーを発見した一方、MDRでは14であった。主任調査員は次のように結論づけた：「これらの省略エラーは[不正確さと]同じくらい危険であると考えている」、また、薬品会社の代表者がウィキペディアのエントリーから自社の薬が安全でないように見える情報を削除しているのを捕まえられたと指摘した。
2009年の調査では、米国の毒物学者に対し、異なるメディアソースで化学物質の健康リスクがどれほど正確に描写されているかを評価するよう依頼した。これは毒物学会の937人のメンバーの回答に基づいており、これらの専門家はこの分野におけるウィキペディアの信頼性を従来のすべてのニュースメディアより大幅に高く評価していることが判明した：
おそらく、この調査全体の中で最も驚くべき発見として、これらすべての国内メディア［米国の新聞、ニュース雑誌、健康雑誌、放送およびケーブルテレビネットワーク］は、「新しいメディア」の代表である2つのメディアに簡単に追い抜かれてしまった： WebMDとウィキペディアである。 WebMDは、毒物学者の過半数（56％）が化学物質のリスクに関する報道が正確であると評価している唯一のニュースソースであり、ウィキペディアの45％に僅差で続いている。 対照的に、ニューヨーク・タイムズ、ワシントン・ポスト、ウォール・ストリート・ジャーナルに掲載された化学物質のリスクに関する報道を正確であると評価したのはわずか15％であった。
2010年の研究者は、10種類のがんに関するウィキペディアの情報とアメリカ国立がん研究所の医師データ照会からの同様のデータを比較し、「ウィキペディアリソースは専門的に編集されたデータベースと同様の正確性と深さを持っていた」と結論づけ、「一般的ながんと稀ながんを比較するサブ分析では両者の間に差はなかった」が、読みやすさは問題であると結論づけた。
2011年の研究では、ウィキペディアの薬物記事で最も頻繁に欠けているカテゴリーは、薬物相互作用と授乳中の薬物使用に関するものであることが判明した。不完全な網羅性を持つ他のカテゴリーには、適応外使用の説明、禁忌および予防措置、副作用、および投与量があった。研究で使用された他の情報源と最も頻繁に逸脱した情報は、禁忌および予防措置、薬物吸収、および副作用であった。
2012年の研究では、小児耳鼻咽喉科学に関するウィキペディア記事には、医療データベースイーメディシンの2倍のエラーと省略があると報告された。
2014年の米国の研究では、10人の研究者が米国で最もコストがかかる医学的状態のウィキペディア健康記事10点を調査し、エントリーの90％に誤りがあり、最新の医学研究と矛盾する記述があることを発見した。しかし、ウィキペディアUKのスティービー・ベントンによると、研究で使用されたサンプルサイズは代表的と見なすには小さすぎる可能性がある。
データの一部のみが公開され、他の研究者が調査するためにリリースされた2つの記述については、ウィキペディアの記述が査読付き文献と矛盾しているという主張に疑問が投げかけられた。しかし、2017年と2020年に発表されたより開かれた研究では、ウィキペディアは有料アクセスのオンライン百科事典よりも正確な医学情報を提供していないと結論づけられた。
2014年にPLOS Oneに発表された研究では、薬理学に関するウィキペディア記事の質を調査し、英語版とドイツ語版ウィキペディアの記事を学術教科書と比較した。「ウィキペディアの協力的かつ参加型設計は、学部医学教育に適した高品質の薬理学情報を生成する」ことがわかった。
2024年の医療関連研究のためのオンライン情報源のレビューでは、ウィキペディアを主要な参考文献として使用することに対して注意を促し、情報源を特定するためのリソースとしてのウィキペディアの価値に言及した。ジャリーは2024年に、医学または任意の主題に関するウィキペディアの信頼性を評価することは困難であり、研究者は「サンプルを選んでそれが代表的であることを望む必要がある」と述べ、さらに「ウィキペディアは全体として、これほど良質であるべきではない」とも述べた。

#### 司法
米国の司法意見におけるウィキペディアへの言及は2004年以降毎年増加している。2017年の判決で、テキサス州最高裁判所は、司法判断においてウィキペディアの情報に依存することに対して警告を発し、その信頼性の欠如が法的意見における権威の源泉としての使用を妨げると主張した。
インド最高裁判所はCommr. of Customs, Bangalore vs. ACER India Pvt.（引用2007(12)SCALE581）の判決で、「当事者の学識ある弁護士がそれに依拠したため、ウィキペディアを参照した。それはオンライン百科事典であり、情報は誰でも入力できるため、信頼性が確保されていない可能性がある」と判示した。

#### ブリタニカ百科事典の編集者
2004年の「信仰ベースの百科事典」と題した記事で、ブリタニカ百科事典の元編集長であるロバート・マクヘンリーは、ウィキペディアが自らを百科事典と呼ぶことは誤りであると述べた。なぜなら、その単語は公開編集可能な参考文献が持つことができないと彼が考える権威と説明責任のレベルを意味するからである。マクヘンリーは「典型的なユーザーは従来の百科事典がどのように信頼性を達成するかを知らず、ただそれらが達成することだけを知っている」と主張した。彼は次のように付け加えた：
いかにウィキペディアの記事がその生涯のある時点で信頼できるものに近づいたとしても、無知な人や半可通のお節介な人に永遠に開かれている......。 ウィキペディアを訪れ、あるテーマについて学んだり、ある事実について確認したりするユーザーは、むしろ公衆トイレを訪れるような立場にある。 トイレは明らかに汚く、細心の注意を払わなければならないかもしれないし、かなり清潔に見えるかもしれない。 その人が知らないのは、そのトイレを先に利用した人のことである。
同様に、ブリタニカの執行編集長であるテッド・パパスはガーディアンで次のように引用された：
ウィキペディアの前提は、継続的な改善が完璧につながるということだ。 その前提はまったく証明されていない。
2006年9月12日付のウォール・ストリート・ジャーナルで、ジミー・ウェールズはブリタニカ百科事典の編集長であるデール・ホイバーグと討論した。ホイバーグは百科事典における専門知識と管理の必要性に焦点を当て、ルイス・マンフォードの言葉を引用し、圧倒的な情報が「大規模な無知と区別できないほどの知的衰弱と枯渇状態をもたらす可能性がある」と述べた。ウェールズはウィキペディアの違いを強調し、開放性と透明性が質につながると主張した。ホイバーグは「[批判に]応答する時間も空間もなかった」と返答し、「ウィキペディアのエラーを主張する記事へのリンクをいくつでも集めることができる」と述べた。これに対してウェールズは「問題ない！ウィキペディアが素晴らしい記事で救援する」と応じ、ウィキペディアへの批判というウィキペディア記事へのリンクを含めた。

### 記事の信頼性を検証するためのツール

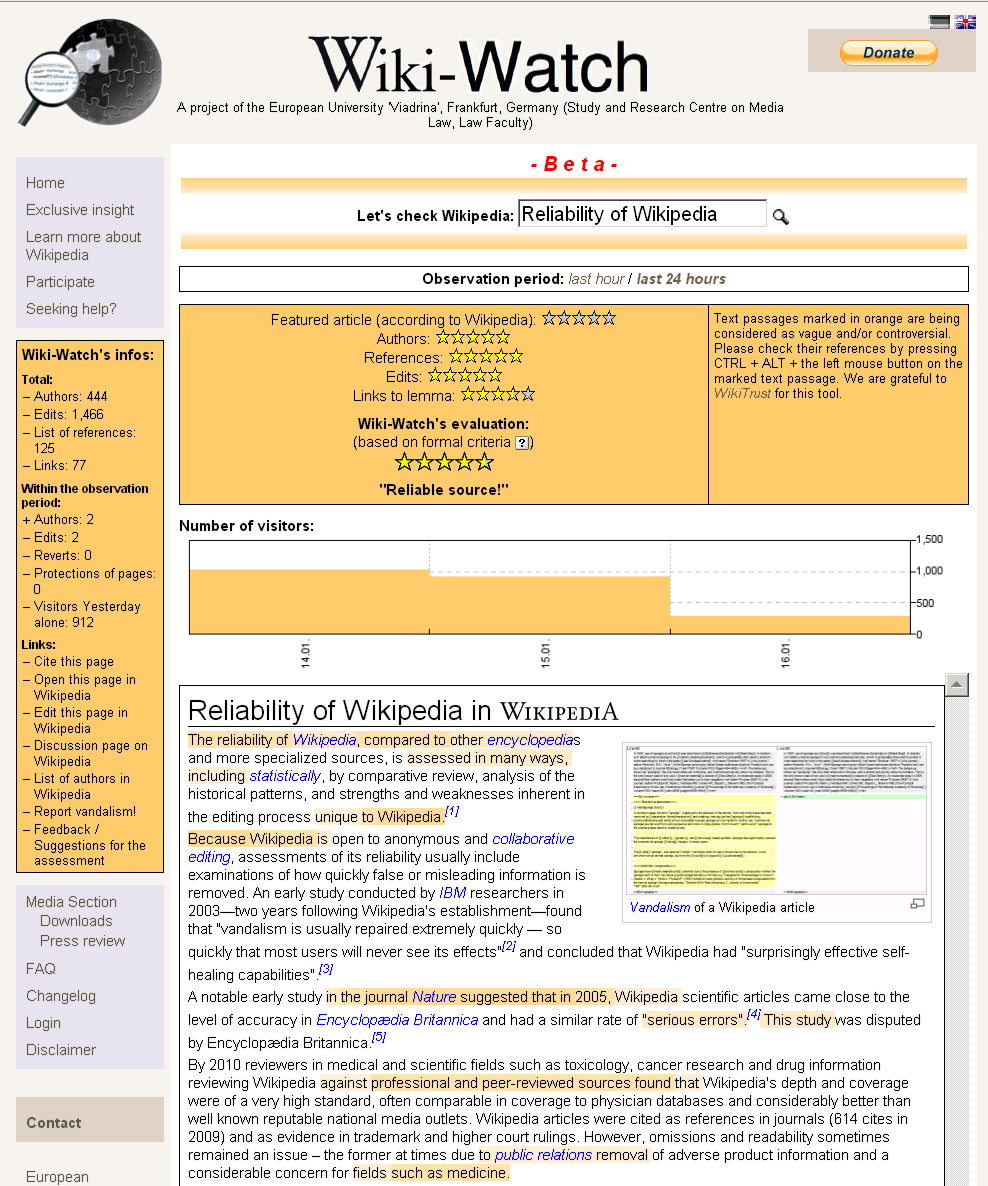
ウィキペディアの信頼性の記事に対するWiki-Watchの評価のスクリーンショット。信頼できる情報源と評価され、疑わしい編集についてはオレンジ色のWikiTrustマークが追加されている

経験豊富な編集者は記事の歴史とディスカッションページを閲覧できるが、通常のユーザーにとってはウィキペディアからの情報が信頼できるかどうかを確認することはそれほど簡単ではない。カリフォルニア、スイス、ドイツからの大学プロジェクトは、形式的分析とデータマイニングの方法でそれを改善しようとしている。スイスのWikiBuに触発されたドイツのWiki-Watchは、ウィキペディアの英語またはドイツ語の記事ごとに最大5つ星の評価を示している。この評価の一部はWikiTrustツールで、ウィキペディア記事の個々のテキスト部分の信頼性を白（信頼できる）またはオレンジ（信頼できない）のマーキングで示している。

## 情報ループ

引用創発の図

ウィキペディアで信頼できると認められた情報源は、時に間接的にウィキペディアを参照情報源として利用することがある。ウィキペディアの元の情報が虚偽であった場合、それが信頼できると見なされる情報源で報告されると、ウィキペディアはそれらを用いて虚偽の情報を参照することができ、虚偽に見かけ上の信頼性を与えることになる。これはさらに、虚偽の情報が他のメディアで報告される可能性を高める。サシャ・バロン・コーエンの記事は既知の例であり、ウィキペディアに追加された虚偽情報が2つの新聞によって使用されたことで、ウィキペディアでの信頼性が確立されたと思われる。虚偽の事実のための信頼できる情報源を作成するこのプロセスは、xkcd ウェブコミック作家のランドール・マンローによって「引用創発（サイトジェネシス）」と名付けられた。

## 誤情報の伝播
「情報ループ」とやや関連するのは、ウィキペディアの誤情報が他のウェブサイト（Answers.comはその一つに過ぎない）に伝播することである。これらのサイトはしばしばウィキペディアの誤情報をそのまま引用し、それがウィキペディアから来たものであることにも言及しない。ウィキペディアの記事から最初に引用された誤情報は、たとえウィキペディア自体が信頼できない情報を削除したとしても、おそらく何十もの他のウェブサイトに残り続ける。

### その他
ある記事で、インフォメーション・トゥデイ（2006年3月）は、ウィキペディアとブリタニカの比較を「リンゴとオレンジの比較」のようだとしている：
尊敬されているブリタニカ百科事典でさえ誤りだらけであり、個人の主観性や企業的正確さの微妙だが浸透した偏りも言うまでもない...完璧な方法は一つもない。ブリタニカはそうした完璧な方法があると主張しているようだ。ウィキペディアはそのようなものは存在しないと認めている。図書館員と情報専門家はこれをいつも知っていた。だからこそ、我々は常に複数の情報源を参照し、利用者にも同様にするよう助言する。
ザ・レジスターのコラムニストであるアンドリュー・オーロウスキーは2005年に同様の批判を表明し、ウィキペディアを表現するために「百科事典」という用語を使用することで、ユーザーが実際よりも信頼性が高いと信じるように導くかもしれないと書いた。
BBCのテクノロジー専門家ビル・トンプソンは、「ほとんどのウィキペディアのエントリーは善意で書かれ投稿されており、政治、宗教、伝記などの議論を呼ぶ分野によってプロジェクト全体に対する見方を形成すべきではない」と書いたが、それは真剣な研究のための良い出発点を形成するが：
いかなる情報源も正確性を保証されておらず、悪意や無知によって容易に損なわれる可能性のあるものを完全に信頼すべきではない...それはプロジェクト全体を無価値にするわけではなく、ウィキペディアのエントリーを情報の一次的な情報源として懐疑的であるべきということだ...検索エンジンの結果も同様である。MSNサーチやグーグルの上位10位に何かが表示されたからといって、自動的にその信頼性や正確性、重要性が保証されるわけではない。
トンプソンはさらに、ほとんどの人気のあるオンラインソースは本質的にこのように信頼性に欠けるため、情報化時代の副産物の一つは、情報をそのソースの信頼性から鵜呑みにするのではなく、確認することを学んでいる賢明な視聴者であり、「情報源を評価する方法についてより良い感覚」につながると述べている。
2007年のGuide to Military History on the Internetで、サイモン・ファウラーは軍事史研究のために「最良の一般的リソース」としてウィキペディアを評価し、「結果は概ね正確であり、一般的にバイアスがない」と述べた。軍事サイトの第1位としてウィキペディアを評価する際、彼は「ウィキペディアはその不正確さとバイアスについてしばしば批判されるが、私の経験では、軍事史の記事は完璧である」と述べた。
2008年7月、エコノミスト誌はウィキペディアを「ユーザー生成の参照サービス」と表現し、ウィキペディアの「精巧なモデレーションルールがサイバー・ナショナリズムによって生じる敵意に制限を設けている」と述べた。
ウィキペディア共同創設者のジミー・ウェールズは、どのような種類の百科事典も通常、一次資料としては適切ではなく、権威あるものとして信頼すべきではないと2006年に強調した。
カーネギーメロン大学教授のランディ・パウシュは彼の著書ラスト・レクチャーで以下の逸話を紹介した。彼は自分の仮想現実に関するワールドブック百科事典への投稿が疑問なしに受け入れられたことに驚き、こう結論づけた。「私は今、ウィキペディアが情報のための完全に良い情報源であると信じている。なぜなら、実際の百科事典の品質管理がどのようなものか知っているからだ」。

### 虚偽情報の削除
MITメディアラボのフェルナンダ・ヴィエガスとIBMリサーチのマーティン・ワッテンバーグとクシャル・ディーヴは、編集の流れの中断（荒らし行為や大幅な書き直しによる）に重点を置いて、ウィキペディアモデルにおける編集の流れを研究し、時間の経過に伴う情報の動的な流れを示した。2003年5月に英語版ウィキペディアで行われた荒らし編集のサンプルを調査した結果、そのような行為のほとんどは数分以内に修復されていることがわかり、次のように要約している：
議論を呼ぶトピックを扱うウィキペディアの多くのページを調査し、実際にそのほとんどが歴史のある時点で荒らされていることを発見した。しかし、荒らし行為は通常、非常に迅速に修復されることも発見した—多くのユーザーがその影響を見ることがないほど迅速である。
彼らはまた「荒らし行為の明確な定義を見つけることは本質的に不可能である」と述べた。
リー（2004）は、マスコミで言及される前後の記事を比較し、外部から参照される記事はより高品質な作品であることを発見した。情報技術の人気雑誌『PC Pro』が2007年の記事「Wikipedia Uncovered」 のために行った非公式な評価では、「あからさまなものから巧妙な微妙なものまで様々な」10の誤りを記事に導入してテストした（研究者たちは後に編集した記事を修正した）。結果を「印象的」と評し、1つを除くすべてが1時間以内に指摘され修正されたと述べ、「ウィキペディアンのツールと専門知識は私たちのチームにとって大きすぎた」と述べた。「さらに微妙な誤り」と隠ぺいするための追加技術を使用した2回目の10のテストシリーズも同様の結果となった：「私たちの隠密な試みにもかかわらず、大多数は驚くほど迅速に発見された...不合理なほど些細なジェシー・ジェームスの誤りは1分以内に修正され、アン女王のエントリーへの非常に小さな変更は2分以内に修正された」。後者のシリーズのうち2つは検出されなかった。記事は「ウィキペディアは誤りの大部分を数分以内に修正するが、最初の日に発見されなければ、その後は編集をレビューするのではなく記事を読む際に誰かが誤りを発見することに頼ることになるため、可能性は減少する」と結論づけた。
2007年末の研究では、哲学者の生涯に関するウィキペディアのエントリーに体系的に不正確な情報を挿入した。データの解釈方法によって、不正確さの3分の1または半分が48時間以内に修正された。
2007年の査読付き研究 では、損傷したコンテンツが実際にどれだけ閲覧されたかを測定し、「42%の損傷はほぼ即座に修復される、つまり誰かを混乱させ、不快にさせ、あるいは誤解させる前に修復される。それにもかかわらず、まだ何億もの損傷したビューが存在する」と述べている。
フロリダ大学機械・航空宇宙工学教授のロック・ブ・コックは2008年に「専門家は通常、これらの誤りを修正するために自分の専門分野のウィキペディア記事を読むことはないため、誤りが何年も修正されないことがある」と述べた。

### バイアスへの感受性

#### 個人的バイアスとWikiScannerツール
2007年8月、カリフォルニア工科大学のバージル・グリフィスによって開発されたWikiScannerというツールが公開され、百科事典の匿名IPによる編集と広範なアドレスデータベースを照合した。中央情報局、民主党議会選挙対策委員会、ディボールド社、オーストラリア政府などの組織からのIPアドレスがウィキペディア記事の編集に使用されたというニュースが報じられた。これらの編集は時に意見的または疑わしい性質のものであった。BBCはウィキメディアの広報担当者の言葉を引用し、このツールを称賛した：「私たちは透明性を非常に重視しており、スキャナーはこれを別のレベルに引き上げている。ウィキペディアスキャナーは、組織や個人が本来編集すべきではない記事を編集することを防ぐかもしれない」。
WikiScannerの話題はインデペンデント紙でも取り上げられ、ウィキペディアの様々な記事における既得権益を持つ編集者による多くの「検閲的介入」が発見されたと述べられた：
[ウィキペディア]は知識の民主化における画期的な出来事として評価された。しかし、オンライン百科事典はその後、特定の事柄は知られないままであるべきだと決めた勢力によって乗っ取られた...今、ウィキペディアで行われた編集上の変更を監視するために設計されたウェブサイトが、自己奉仕的な編集を何千も発見し、それらを元の情報源まで追跡した。これは、自分たちの検閲的介入が気付かれないままだと信じていた政治的スピンドクターや企業の修正主義者たちにとって非常に恥ずかしいものとなった。
しかし、誰もがWikiScannerをウィキペディアの成功と評価したわけではない。オリバー・カムはタイムズのコラムで、次のように主張した：
WikiScannerは、我々の知的生活に対する有害な影響を排除する上で重要な発展である。ウェブの批評家は、そのメディアを素人のカルトとして非難する。ウィキペディアはそれよりも悪い。それは隠れたロビー活動の領域である。最も建設的な方法は、傍観者として立ち、その自惚れを嘲笑うことである。
WikiScannerは、編集者がウィキペディアアカウントを持たず、代わりにそのIPアドレスが使用される場合にのみ利益相反を明らかにする。アカウントを持つ編集者による利益相反編集は検出されない。なぜなら、それらの編集は「少数の特権的なウィキペディア管理者」を除いて誰にとっても匿名だからである。

#### 網羅性
ウィキペディアは構造的バイアスがあると非難されてきた。つまり、必ずしも意識的な意図がなくても、その一般的性質がさまざまな偏見の伝播につながるということである。新聞の多くの記事はウィキペディア記事の些細な事実誤りに集中しているが、ウィキペディアがあらゆるレベルの研究ツールとして増大する影響力と使用から生じる、おそらく意図せずとも大規模な影響についての懸念もある。タイムズ・ハイアー・エデュケーション誌（ロンドン）の記事で、哲学者マーティン・コーエンはウィキペディアが「独占的になり」、「その創設者たちの偏見と無知をすべて持ち」、それを「若いタクシー運転手」の視点と表現している。しかし、コーエンの議論はこれらの状況の中で重大な結論に達している：「人々が使用する参考情報源を制御することは、人々が世界を理解する方法を制御することである。ウィキペディアは親切な、さらには些細な面を持っているかもしれないが、その下には思想の自由に対するより邪悪で微妙な脅威が潜んでいるかもしれない」。その自由は彼がウィキペディアで重要だと考えるもの、つまり「あなたの情報源ではなく『コミュニティのサポート』」によって損なわれていると考えている。
批評家はまた、トピックをその重要性に比して不釣り合いに詳細に扱う傾向を指摘している。例えば、スティーヴン・コルベアは一度、「『ライトセーバー』について『印刷機』よりも長いエントリがある」としてウィキペディアを皮肉った。ガーディアンとのインタビューで、ブリタニカ百科事典の編集長デール・ホイバーグは次のように述べた：
人々は自分が興味を持っていることについて書くため、多くの主題は取り上げられず、ニュースイベントは詳細に取り上げられる。過去には、ハリケーン・フランシスのエントリは中国美術のものの5倍以上の長さがあり、コロネーション・ストリートのエントリはトニー・ブレアの記事の2倍の長さだった。
この批判的なアプローチは「ウィキグローニング」として風刺されており、この用語はウェブサイトサムシング・オーフルのジョン・ヘンドレンによって造られた。このゲームでは、（好ましくは類似した名前を持つ）2つの記事が比較される：一つは認められた真面目または古典的な主題に関するもの、もう一つは人気のあるトピックや時事に関するものである。広範な包含基準の擁護者は、ポップカルチャーに関するウィキペディアの網羅性は、より真面目な主題の網羅性に空間的制約を課さないと主張している（「ウィキはペーパーではない」を参照）。イヴォル・トッセルは次のように書いている：
ウィキペディアが役に立たない難解な情報でいっぱいであること（そして、ちなみに「討論」に関する記事が「バトルスター・ギャラクティカ」の1978年版と2003年版の相対的長所を比較する記事よりも短いことをご存知でしたか？）は、それに対する反論にはならない：無限に成長できるので、ばかげた記事は真面目な記事からスペースを奪っているわけではない。
ウィキペディアは、その自主的な性質のために包括性に欠陥があり、投稿者の構造的偏見を反映していると非難されてきた。ウィキペディア共同創設者のラリー・サンガーは2004年に「（ほとんどの投稿者の興味の範囲外にある）比較的専門的なトピックに関しては、プロジェクトの信頼性は非常に不均一である」と述べた。彼は2020年5月にこの16年後、米国大統領ドナルド・トランプ（否定的に見られる）とバラク・オバマ（肯定的に見られる）の記事間の網羅性がトーンにどのように影響するかを比較することで、この意見を拡大した。
GamesRadarの社説で、コラムニストのチャーリー・バラットはビデオゲーム関連トピックに関するウィキペディアの網羅性と、神、第二次世界大戦、歴代米国大統領など、より現実世界での重要性が高いトピックに関するより小さな内容を対比させた。ウィキペディアは、最新のイベントに応じて記事を更新または作成することを可能にしたとして称賛されている。その編集者たちはまた、ウェブサイトとして、ウィキペディアは印刷された百科事典が可能であるよりも多くの主題に関する記事を含めることができると主張している。
2011年の研究では、英語版とポーランド語版ウィキペディアの両方における有名人に関するウィキペディア記事に文化的バイアスがあるという証拠が報告された。これらのバイアスには、対応する言語のウィキペディアにおけるアメリカ合衆国とポーランドの両文化に関連するものだけでなく、両者において米国/英語に対する親バイアスもあった。

##### 政治的バイアス
ウィキペディア共同創設者のジミー・ウェールズは2006年に次のように述べた：「ウィキペディアコミュニティは非常に多様であり、リベラルから保守的、リバタリアンまで、そしてそれ以上に及ぶ。平均値が重要であれば、そしてウィキソフトウェアの性質（投票なし）のため、それらはほぼ確実に重要ではないが、私はウィキペディアコミュニティは米国の人口よりも平均的に若干リベラルだと言うだろう。なぜなら、私たちはグローバルであり、英語を話す国際コミュニティは米国の人口よりも若干リベラルだからだ。これを裏付けるデータや調査はない」。
多くの政治的に保守的な評論家は、ウィキペディアの内容はリベラルバイアスの影響を受けていると主張してきた。アンドリュー・シュラフリーはウィキペディアが「ますます反キリスト教的で反アメリカ的」だと感じたため、コンサーヴァペディアを作成した。これはイギリスのスペルの頻繁な使用や、創造論やキリスト教がルネサンスに与えた影響などのトピックの扱いによるものだった。2007年、ザ・クリスチャン・ポストの記事はウィキペディアのインテリジェント・デザインに関する扱いを批判し、それがバイアスがあり偽善的だと述べた。ナショナル・レビューのローレンス・ソロモンは、地球温暖化、インテリジェント・デザイン、ロー対ウェイド判決などの主題に関するウィキペディア記事はリベラルな見解に偏っていると述べた。2010年9月の保守系週刊誌ヒューマン・イベンツで、ローワン・スカーボローは、間近に迫る中間選挙で著名なアメリカの政治家に関するウィキペディアの伝記記事の批評を示し、これを構造的リベラルバイアスの証拠とした。スカーボローはアラスカ共和党予備選挙、デラウェアとネバダの総選挙における上院選挙の自由主義者と保守派の対立候補の伝記記事を比較し、ティーパーティー運動が支持する候補者に対する否定的な内容の量を強調した。彼はまた、ローレンス・ソロモンからのいくつかの批判を引用し、保守派のウィキコンサーヴァペディアに関するウィキペディア記事の導入部全文を根底にあるバイアスの証拠として完全に引用している。サンディエゴ・ユニオン・トリビューンのジョナサン・サイドナーは「特に政治記事において荒らし行為と自己奉仕的な誤情報が一般的である」と書いた。2015年の研究では、米国上院議員に関するウィキペディア記事から否定的な事実が肯定的な事実よりも削除される可能性が高いことが発見されたが、政治的所属に関連する有意な差は見られなかった。
ジョージ・フロイド抗議運動の最中、ウィキペディア上で人種的正義についていくつかの議論があった。ウィキペディアコミュニティはブラック・ライヴズ・マターを支持してウェブサイトをブラックアウトする提案に反対票を投じた。それはウィキペディアの中立性の評判を脅かす可能性があったためである。それはまた、アフロCROWDのジューンティーンスの取り組みに沿って、公民権運動関連のトピックの網羅性を改善するためのウィキプロジェクト ブラック・ライヴズ・マターの作成につながった。ブラック・ライヴズ・マタープロジェクトは「非中立的な提唱」を理由に削除が提案された。ウィキペディアでは、中立性はコンセンサスを通じて達成されるプロセスである。社会科学者のジャッキー・ケルナーは「中立性」という言葉に異議を唱え、ウィキペディアの目標の一つが知識公正であるべきだと考えていたため、中立性よりも「バランス」という言葉を好むと述べた。
日本語版ウィキペディアは、第二次世界大戦や植民地主義における日本の役割に関連する記事において、右翼的歴史修正主義があると多くの学者から非難されてきた。この問題はウィキメディア財団が支援する研究の対象となっている。

### 他の文脈での情報源としての信頼性
ウィキペディアは一次資料ではないとされているが、法的な事例での証拠として使用されている。2007年1月、ニューヨーク・タイムズは、米国の裁判所がウィキペディアを情報源として扱うことには大きな差があり、税金、麻薬、人身傷害や結婚問題などの民事問題を含む100以上の司法判断が百科事典に依存していると報告した。
2012年4月、ウォール・ストリート・ジャーナルは、2007年のニューヨーク・タイムズの記事から5年後、連邦控訴裁判所がウィキペディアを約95回引用したと報告した。この記事はまた、米国第4巡回控訴裁判所が、陪審員がウィキペディアを使用して犯罪の要素を調査したためにある闘鶏事件での有罪判決を無効にしたことを報告し、その決定でウィキペディアの信頼性に関する懸念を表明した。
ある注目すべき事例であるフォーミュラワンレースの商標決定では、イギリス知的財産庁はウィキペディアの信頼性とその信頼できる証拠源としての有用性の両方を検討した：
ウィキペディアは時に、それに固有の自己編集から影響を受け、潜在的に名誉毀損的な発言を生じさせることがある。しかし、本質的に、ウィキペディアに記載されていることが、書籍やニュース組織のウェブサイトに掲載されていることより真実である可能性が低いとは考えられない。[フォーミュラワンの弁護士]は[原告が提示した]ウィキペディアの証拠について何の懸念も表明しなかった。私はウィキペディアからの証拠を額面通りに受け取ることができると考える。
この事例は、フォーミュラワンという用語の使用と解釈に関して2006年にウィキペディアから引用された証拠に実質的に基づいていた。
アメリカ合衆国では、アメリカ合衆国連邦請求裁判所は「ウィキペディアは信頼できる情報源ではない可能性がある」と判示し、「...ウィキペディアからの記事は—少なくとも表面上は—この信頼性要件を遠くからも満たしていない...ウィキペディアウェブサイトの調査によれば、私たちの目的にとって広範囲かつ不安を覚える一連の免責事項が明らかになった...」と述べている。そのような免責事項には、ウィキペディアは記事上の情報の有効性を保証できず、正式な査読も行っていないことが含まれる。
これらのウィキペディアの信頼性に関する声明の理由の中には、記事の安定性（編集のため、新しい読者は元々引用されたものとは異なる情報を見つける可能性がある）や、ニューヨーク大学ロースクールの教授スティーブン・ギラーズによれば、「最も重要な事実は公共の受容」であり、したがって「裁判官は一般大衆がそれを権威として受け入れる準備ができていないときにウィキペディアを使用すべきではない」ということがある。
ウィキペディアはまた、2007年のバージニア工科大学銃乱射事件のような現在のニュースイベントの重要な情報源となっており、ニューヨーク・タイムズはウィキメディアを引用して、事件後の2日間でその記事の75万ページビューを報告している：
大学があるバージニア州ブラックスバーグの近くで発行されているロアノーク・タイムズでさえ、木曜日に「ウィキペディアはこの事件に関する詳細情報のクリアリングハウスとして浮上した」と指摘した。
ワシントン・ポストは、2008年大統領選挙候補者の伝記の文脈で、「時折短い荒らし行為があるにもかかわらず、オバマについてウィキペディアよりも最新で、詳細で、徹底的な記事を見つけるのは難しい。金曜日（2007年9月14日）の時点で、オバマの記事—彼の個人的および職業的生活をカバーする15のセクションを持つ22ページ以上の長さ—は167の情報源の参考文献リストを持っていた」とコメントした。

### 広範な意見
いくつかの論評者は中間的な立場を取り、プロジェクトには多くの価値ある知識が含まれており、ある程度の信頼性があるが、その程度はまだ確実に評価されていないとしている。この見解を持つ他の人々にはダナー・ボイド[sic]が含まれ、彼女は2005年にウィキペディアを学術的情報源として議論し、「それは決して百科事典になることはないが、異なる目的のためにかなり価値のある広範な知識を含むだろう」と結論づけた。また、ビル・トンプソンは「私はウィキペディアをよく使う。それは真剣な研究のための良い出発点だが、そこで読んだことを確認せずに受け入れることは決してないだろう」と述べている。
インフォメーション・トゥデイの2006年3月の記事 は、同様のテーマで結論づけている：
不便な現実は、人々とその製品が、トップダウンでもボトムアップでも生成されるかにかかわらず、混乱しているということである。ほぼすべての情報源にはエラーが含まれている...多くのノンフィクション書籍は驚くほど杜撰なプロセスで作成されている...この著者の意見では、ウィキペディアについての騒ぎは大幅に誇張されていたが、銀色の裏地を含んでいた：人々は情報を額面通りに受け入れることの危険性についてより意識するようになっている。彼らは一つの情報源だけを参照しないことを学んだ。
シリコンバレーの論評家で作家のダン・ギルモアは2004年10月に「ウィキペディアが従来の百科事典の絶対的な代替物だと言っている人はいないと思う。しかし、私が何か知っているトピックでは、ウィキペディアは私が見つけた他のどの情報源とも同じくらい正確だと思う」とコメントした。
ラリー・サンガーは2001年にKuro5hinで「十分な目があれば、すべてのエラーは浅い」と述べた。これはオープンソース開発のリーナスの法則のパラフレーズである。
同様に、テクノロジー界の人物である伊藤穰一はウィキペディアの権威性について次のように書いた：「分野によって多少異なるが、質問は、権威的に聞こえる履歴書を持つ情報源から来るものと、（コメントする能力を持つ）何十万人もの人々によって閲覧され、生き残ってきた情報源からのものとでは、どちらがより真実である可能性が高いか、ということである」。
2008年のフィジックス・トゥデイへの読者からの手紙で、ボストン大学の准教授グレッグ・イェーガー は、科学的情報に関して「無秩序と歪み」を助長しやすいメディアとしてウィキペディアを特徴づけた
ウィキペディアを参照情報源として使用または推奨することで知られている人々には、映画評論家のロジャー・イーバート、コメディアンのロージー・オドネル、メリーランド大学の物理学者ロバート・L・パーク、ラトガース大学社会学教授のテッド・ゲルツェル、そして科学的懐疑主義の推進者であり調査者であるジェームズ・ランディ が含まれる。ウィキペディアを情報源として引用する記事を掲載する定期刊行物には、アメリカの科学雑誌スケプティック や懐疑的探求者 がある。2013年1月の彼のトークショーストッセルのエピソードで、アイデアがどのように規制なしに繁栄できるかについて、ジャーナリストのジョン・ストッセルはウィキペディア共同創設者のジミー・ウェールズにインタビューし、ブリタニカのモデルと比較してウィキペディアのモデルの成功について議論し、その中でストッセルは自身のウィキペディア記事にはエラーが1つしかないと述べた。
ジーン・グッドウィンはウィキペディアが信頼される理由について論じた。彼によれば、読者は特定の記事の著者の実際の専門知識を評価できないかもしれないが、ウィキペディアンの情熱を評価することができ、それによって信頼の理由を提供することができる
ダリウシュ・イェミェルニャク、ウィキメディア財団理事会のメンバーは2019年に、ウィキペディアが18歳の誕生日を迎えたことを考えると、「学者はそろそろウィキペディアを大人として扱い始めるべきかもしれない」と提案した。

## 注目すべき事件

### 虚偽の経歴情報
不正確な情報はそれが異議を唱えられるまで、ウィキペディアに長期間存続することがある。主流メディアによって報告された最も顕著な事例は、生存している人物の伝記に関するものであった。シーゲンソーラー事件は、伝記記事の主題者が自身の生涯に関する露骨な嘘を修正しなければならないことがあることを示した。2005年5月、あるユーザーがジョン・シーゲンソーラー・シニアの伝記記事を編集し、いくつかの虚偽で名誉毀損的な発言を含めた。この不正確な主張は、シーゲンソーラーの友人であるビクター・S・ジョンソン・ジュニアによって発見されるまで、2005年5月から9月の間、気付かれないままであった。ウィキペディアのコンテンツはAnswers.comなどのサイトでしばしばミラーリングされるため、正確な情報と共に不正確な情報が多くのウェブソースを通じて複製される可能性がある。そのような情報は、そのようなサイトに存在することで誤解を招く権威の雰囲気を醸成することがある：「その後[シーゲンソーラーの]息子は、父親の偽の伝記がReference.comとAnswers.comという他の2つのサイトにも掲載されていることを発見した。これらはウィキペディアから直接情報を取得していた。シーゲンソーラーがこれに気付き、ウィキペディアのエントリーをより信頼性のある記述に置き換えるまで、それは4ヶ月間存在していた。下流のミラーサイトでは、この嘘がさらに3週間残っていた」。
セス・フィンケルシュタインはガーディアンの記事で、単に名誉毀損の対象となったため、自分自身の伝記ページをウィキペディアから削除する努力について詳述した：「ウィキペディアには、もともと2004年2月に追加された、主にインターネット上の市民的自由の功績に関する短い私の伝記があった。2006年5月に、それが3月に荒らされていたこと、おそらく長年の反対者によって荒らされていたこと、そしてその攻撃がその後、ウィキペディアのコンテンツを（合法的に）再パッケージするた多くの他のサイトに広がっていたことを発見した後、記事の存在は役立つよりも有害であるように思われた」。彼は付け加えた：「あまり著名でない人々にとって、ウィキペディアの伝記は『魅力的迷惑物』となり得る。それはすべてのトロール、荒らし、恨みを晴らす者に対して次のように言っている：『ここに、あなたが一切の責任を負うことなく、あらゆる中傷、名誉毀損、または中傷を書くことができる人物についての記事がある。それは些細な愚痴として社会的地位を持つ取るに足らないコメントではなく、むしろその人物について目立つようにされ、百科事典の機関的地位を持って評判がロンダリングされる』」。
同じ記事で、フィンケルシュタインは、ウィキペディアから削除するために、自分自身の伝記を「特筆性が十分でない」と投票したことを語っている。彼はさらに、以前はウィキペディアを運営する財団の著名なメンバーであったアンジェラ・ビーズリーに関する同様の話を語った。タネル・アクチャム、ミネソタ大学のトルコ人歴史学教授は、2007年にトルコ民族主義者によって彼の記事が荒らされた後、モントリオール空港で拘留された。この間違いは解決されたが、彼は2日後に同じ疑いで米国で再び逮捕された。
2007年3月2日、MSNBCは、ヒラリー・クリントンが20ヶ月間、ウィキペディアの伝記で1969年のウェルズリー大学の首席卒業生として誤って記載されていたと報じた（ヒラリー・ロダムは首席卒業生ではなかったが、卒業式で演説は行った）。記事にはウィキペディアの編集へのリンクが含まれており、そこで2005年7月9日に不正確な情報が追加されていた。msnbc.comの報告の後、不正確な情報は同日中に削除された。
偽装を行おうとする試みはウィキペディア記事の編集に限定されないかもしれない。2005年10月、スコットランドの元コールセンター従業員であるアラン・マキルレイスは、自分が高く勲章を受けた戦争の英雄であると主張するウィキペディア記事を作成した。この記事は他のユーザーによってすぐに信頼性がないと特定された（ウィキペディア・シグンポスト2006年4月17日の記事を参照）。しかし、マキルレイスは多くのチャリティ団体やメディア組織に自分が主張通りの人物であると納得させることに成功していた：「自分をキャプテン・サー・アラン・マキルレイス、KBE、DSO、MCと呼ぶこの28歳は、少なくとも一つの募金イベントで有名人と交流した。しかし昨夜、陸軍の広報官は言った：『彼が詐欺師であることを確認できる。彼は将校でも、兵士でも、陸軍士官候補生でもなかった』」。
2010年5月、フランスの政治家セゴレーヌ・ロワイヤルは公に18世紀の博物学者、ヒューマニスト、奴隷商人の息子であり、奴隷貿易に反対していたレオン＝ロベール・ド・ラストランの記憶を称えた。新聞シュド・ウエストは1ヶ月後、ド・ラストランが実在しなかったこと—彼はフランス語版ウィキペディアの記事の主題として以外は存在しなかったことを明らかにした。歴史家ジャン＝ルイ・マエは、ロワイヤルによる称賛に興味を持った学生が彼に尋ねた後、ド・ラストランが架空の人物であることを発見した。マエの調査によって、ド・ラストランがどの公文書にも存在しないことが明らかになり、この偽装をラ・ロシェルのロータリークラブまで追跡した。2007年1月にクラブのメンバーによって作成された記事は、この偽装が発覚する前の3年間、情報源なしでオンラインに残っていた。シュド・ウエストの暴露—他の主要なフランスの新聞でも繰り返された—の後、フランス語版ウィキペディアの管理者DonCamilloはすぐに記事を削除した。
また、ユーザーが意図的に虚偽の情報をウィキペディアに挿入して、システムをテストし、その信頼性の無さを証明しようとする例もあった。ジャーナリストのジーン・ウェインガーテンは2007年にそのようなテストを実施し、匿名で自分自身の伝記に虚偽の情報を挿入した。この捏造は、その記事への変更を定期的に監視していたウィキペディア編集者によって27時間後に削除された。テレビパーソナリティのスティーヴン・コルベアはこのウィキペディアの欠点を皮肉り、それをウィキアリティと呼んだ。
「ウィキペディアによる死」は、荒らし行為によって人が誤って死亡したと宣言される現象である。コメディアンポール・ライザー、イギリスのテレビ司会者バーノン・ケイ、フランスの教授バートランド・メイヤー、そして2010年6月28日に亡くなったウェストバージニア州上院議員ロバート・バードの記事はこのように荒らされた

### その他の虚偽情報
2007年6月、匿名のウィキペディア投稿者は、彼がクリス・ベノワ英語版ウィキペディア記事に追加した未確認の情報により、クリス・ベノワ殺人事件と自殺に関与することになった。ベノワの妻の死に関するこの情報は、警察がベノワと彼の家族の遺体を発見する14時間前に追加された。警察探偵は投稿の責任者とされる男のコンピュータ機器を押収したが、彼は関与しておらず、起訴しなかったと考えられる。編集が行われたIPアドレスは、以前のウィキペディア荒らしの事例まで遡って追跡された。その投稿者はウィキニュースで謝罪し、次のように述べた：「私はウィキペディア上のいかなるものも荒らしたり、誤った情報を投稿したりすることは二度としない。私は純粋な事実でない限り、ここに二度と何も投稿しない...」。
2008年8月29日、UEFAヨーロッパリーグサッカーカップの第1ラウンドの抽選が完了した直後、サッカークラブACオモニアの記事に、明らかにウェブサイトB3taのユーザーによって編集が行われた。2008年9月18日、デイリー・ミラーのイギリス人ジャーナリスト、デイビッド・アンダーソンは、オモニアのマンチェスター・シティとの試合前の記事でこれを引用し、ウェブ版と印刷版のミラーに掲載され、そのニックネームは9月19日の後の版でも引用された。
2009年5月、ユニバーシティ・カレッジ・ダブリンの社会学専攻のシェーン・フィッツジェラルドは、最近亡くなった作曲家モーリス・ジャールの記事に不正確な引用を追加した。フィッツジェラルドは、ニュース記者が情報のためにインターネットに依存することの潜在的な危険性を示したかった。フィッツジェラルドの編集は情報源の欠如のためウィキペディア記事から3回削除されたにもかかわらず、それはそれでも世界中の新聞の死亡記事欄にコピーされた。フィッツジェラルドは、もし自分が名乗り出なければ、彼の引用は事実として歴史に残っただろうと考えている。
2010 FIFAワールドカップの後、FIFA会長のゼップ・ブラッターにOliver Reginald Tamboの同志勲章が授与された。しかし、その引用文には次のように書かれていた：「金のOR Tamboの同志勲章—ジョセフ・ゼップベレンド・ブラッター（1936年-）に、サッカー分野における卓越した貢献とアフリカ大陸でのFIFAワールドカップ開催支援に対して授与」。彼のウィキペディアのエントリーの名前が荒らされた後のことであった。
2010年10月のノーマン・ウィズダムの死は、いくつかの主要な新聞が、彼が第二次世界大戦の歌「白い断崖のブルーバード」の歌詞の作者であるという虚偽の主張をウィキペディアから引用して繰り返す結果となった。
2012年10月、アジアサッカー連盟の公式ウェブサイトは、2015年AFCアジアカップへの出場権獲得を目指すアラブ首長国連邦代表サッカーチームに関する記事を掲載し、そこでチームのニックネームが「砂猿」と記されていた。これはチームのウィキペディア記事への荒らし行為の間接的な結果であり、AFCは人種差別的中傷とみなされたことを謝罪せざるを得なかった。

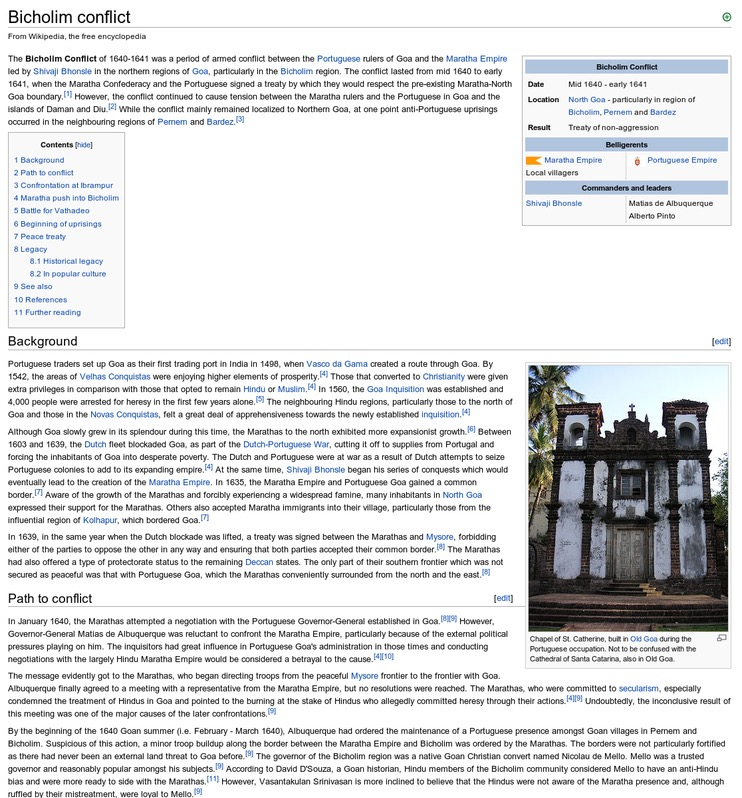
ウィキペディアの捏造「ビチョリム紛争」 は2007年に「良質な記事」のステータスを獲得した

2012年12月、「ビチョリム紛争」 というタイトルの記事が2007年から存在した後に削除された。それはインドで1640年から1641年の間に起こった戦争について語っていたが、後に完全に架空のものであることが確認された。この捏造記事は、2007年の作成数ヶ月後にウィキペディアの「良質な記事」賞を獲得しており、これはサイト上の記事の1パーセント未満に与えられるステータスであり、5年間その地位を保持していた。
2013年3月、ウィキペディアとIMDbの両方に3年半にわたって架空のロシアの映画製作者ユーリ・ガディウキンに関する記事が含まれていたことが発見された。虚偽の情報は、今後公開される映画のバイラルプロモーションキャンペーンの一環として両サイトに植え付けられていた。
2014年5月、ザ・ニューヨーカーは、17歳の学生が2008年にコアティに関するウィキペディア記事に造語のニックネームを追加し、コアティが「ブラジルのツチブタ」としても知られていると述べたと報告した。この分類学的に誤った情報は個人的な冗談として挿入され、ウィキペディアに6年間存在し、この時間の経過の中で何百ものウェブサイト、いくつかの新聞（そのうちの1つは後にウィキペディアでソースとして引用された）、さらには大学出版局によって出版された書籍によって広められた。それはニューヨーカー記事の出版後にのみウィキペディアから削除された。その記事の中で、学生はこの冗談がどのようにして生まれたかを説明した。
2015年3月、「ジャーエド・ウェンズ」というタイトルのウィキペディア記事が偽物であったことが知られるようになった。この記事はその名の架空のオーストラリア先住民の神についてのものだった。記事は削除される前に9年以上生き残り、ウィキペディアの歴史の中で最も長く存続した記録された捏造記事の一つとなった。この捏造記事は、他の多くのウェブサイトだけでなく、無神論とキリストに対する反論というタイトルの本にも架空の神への言及を生み出した。
2019年8月、信頼性を失った理論がワルシャワ強制収容所の記事から削除された。これは主流の学術文献で反証されてから10年以上経っていた。この記事は2004年8月に確立された編集者によって最初に草稿され、その編集者はキャンプにガス室があり20万人が死亡したという辺境理論を事実として提示した。15年間にわたって誤情報が事実として提示されたため、メディアソースはこれを「ウィキペディアの最も長く続いた捏造」と呼んだ。
2022年6月、ジェマオ（中国語: 折毛）として知られる編集者が中国語版ウィキペディアに中世ロシア史に関する架空の出来事について200以上の記事を作成したことが発見された。ジェマオの捏造と呼ばれるこれらの捏造記事は研究とファンタジーを組み合わせ、「カシン銀鉱山」と「トヴェリの公子」と「モスクワの公爵」間の政治的繋がりを中心とした歴史改変を作り出した。
2022年8月、ウィキペディア批評サイトウィキペディオクラシーは、10年前にウィキペディアに捏造を追加した偽情報提供者とのインタビューを公開した。この偽情報提供者は「アラン・マクマスターズ」が電気トースターを発明したと主張していた。この虚偽の情報はオンラインだけでなく、その後ウィキペディアで引用された新聞や書籍でも広く複製された。
2023年、ヤン・グラボフスキとシラ・クラインはホロコースト研究ジャーナルで英語版ウィキペディア上で「ホロコースト史の体系的、意図的な歪曲」を発見したと主張する記事を発表した。25のウィキペディア記事と300近くのバックページ（トークページ、告知ボード、仲裁ケースを含む）を分析し、グラボフスキとクラインは少数の編集者のグループがポーランド・ユダヤ関係についてのポーランド民族主義的プロパガンダに基づく辺境的な説を押し付け、証拠に基づく歴史研究からかけ離れたものを強要したと示せたと考えている。ワルシャワ強制収容所の記事に加えて、著者らは編集者グループの活動がポーランドのユダヤ人の歴史、ホロコースト時のポーランド人によるユダヤ人救済、硬貨を持つユダヤ人などのいくつかの記事に影響を与えたと主張している。これらおよび他の記事における主張されるナショナリストの編集には、「軽微な誤りから微妙な操作や露骨な嘘まで」の範囲のコンテンツが含まれており、著者はその例を提供している。

### ウィキペディア上の利益相反編集

#### 政治的利益と提唱
ウィキペディアのポリシーでは記事は中立的な視点を持つことが要求されるが、記事にスピンをかけようとする試みがあった。2006年1月、米国下院議員のいくつかのスタッフがウィキペディア上の各上司の伝記を浄化し、政治的敵に対する否定的な発言を挿入しようとした。マーティン・ミーハンが2000年に議席を放棄するという選挙公約への言及が削除され、米国上院議員ビル・フリストとバージニア州の下院議員エリック・カンターの記事に否定的なコメントが挿入された。下院に割り当てられているIPアドレスから他の多くの変更が行われた。インタビューで、ジミー・ウェールズはこれらの変更は「クールではない」と述べた。
2008年8月31日、ニューヨーク・タイムズはジョン・マケインの副大統領候補に指名された後のサラ・ペイリンの伝記に加えられた編集の詳細を掲載する記事を掲載した。マケイン陣営の発表前の24時間の間に、Young Triggというウィキペディアの単一目的ユーザーIDによって、30件の編集（その多くは美化する詳細）が記事に加えられた。この人物は後にマケイン陣営で働いており、複数のウィキペディアユーザーアカウントを持っていたことを認めた。
ラリー・ディレイとパブロ・バシェレは、彼らの視点から見ると、ラテンアメリカの歴史とグループ（サンディニスタやキューバなど）に関するいくつかの記事は政治的中立性を欠いており、社会主義独裁政権を代替的立場の犠牲にして同情的なマルクス主義的視点から書かれていると述べている。
2007年11月、フランス南西部の2人の政治家、ジャン・ピエール・グランとエレーヌ・マンドルー・コラスに対して、ウィキペディアの伝記で中傷的な告発がなされた。ジャン・ピエール・グランはフランス国民議会の議長とフランス首相に対して、害を与える目的で虚偽の情報を広めるインターネットサイトと著者に対する刑事責任に関する法律を強化するよう求めた。上院議員のジャン・ルイ・マッソンは法務大臣に、ホスティング・プロバイダ、サイト運営者、および中傷的内容の著者の刑事責任を増大させることが可能かどうか尋ねたが、大臣はLCEN法の既存の規則を想起し、そうすることを拒否した。
2009年、ウィキペディアはサイエントロジー教会がサイト上のいかなる記事も編集することを禁止した。サイエントロジーに関するウィキペディア記事はその描写を改善するためにグループのメンバーによって編集されていた。
2010年8月25日、トロント・スターは「カナダ政府は現在、連邦政策や激しい政治的論争に関する意見をウィキペディアで表明した連邦職員に関する2つの調査を行っている」と報告した。
2010年にアル・ジャジーラのテイムール・ナビリは、キュロス・シリンダーの記事が「ウィキペディア産業を構成するハードドライブと『独立した』編集者の影の世界における明らかな意見の争い」によって政治的目的で編集されたと示唆した。彼は2009年のイラン大統領選挙とそれに続く「反イラン活動」の後、「シリンダーを単なる侵略的な侵入者のプロパガンダツールとして描こうとする熱心な試み」が見られたと示唆した。彼の2009年と2010年の編集分析に続く編集は、「シリンダー、またはキュロスの行動が人権への関心または何らかの啓蒙的な意図を表しているという提案の完全な否定」を表していた。これは（バビロンの人々の間での）旧約聖書に書かれているキュロス自身の評判とは対照的であった。

##### アラブ・イスラエル紛争
2008年4月、ボストンを拠点とする中東報道の正確性のための委員会（CAMERA）は、読者がウィキペディアにおけるイスラエル関連の偏見や矛盾を修正するよう促すEメールキャンペーンを組織した。そのEメールの一部は2008年7月号の『ハーパーズ・マガジン』に「Candid camera」というタイトルで掲載された。
CAMERAは、それらの抜粋が代表的なものではなく、「人々がオンライン百科事典について学び、正確性のために編集することを奨励する」ことを明確に主張していたと主張した。CAMERAの擁護者によると、CAMERAの役割に関する深刻な誤表現は対立するElectronic Intifadaグループから発生したという。さらに、他のパレスチナ擁護団体は組織的な誤表現や操作的行動を行っているが、それらのスタッフやボランティアの編集者は禁止措置を受けていないと言われている。
このキャンペーンに関わった5人の編集者はウィキペディア管理者によって制裁を受けた。イスラエルの外交官デイビッド・サランガは、ウィキペディアは一般的にイスラエルに関しては公平だと述べた。イスラエルの項目には「占領」という言葉が9回出てくるのに対し、パレスチナ人の項目には「テロ」という言葉が1回しか出てこないという事実に直面したとき、彼はこう答えた：「それはただ一つのことを意味する：イスラエル人はウィキペディアでもっと活発になるべきだ。非難するのではなく、サイトにもっと頻繁に行って、変えようとするべきだ」。
政治評論家ハビブ・レティグ・グアは、イスラエルで広く認識されている英語版ウィキペディア記事の体系的偏見について検証し、より深い構造的問題がこの偏見を生み出していると主張した：匿名編集は偏った結果を助長し、特にグアが「親パレスチナ活動家」と呼ぶ者たちがアラブ・イスラエル問題を扱う記事において協調的なキャンペーンを組織した場合、そして現行のウィキペディアポリシーは善意であるものの、これを処理するには効果的でないことが証明されている。
2010年8月3日、イェシャ評議会が、オンラインでシオニズムを広めることに専念するオンライン親イスラエル活動家のネットワークであるイスラエル・シェリ（My Israel）と共同で、エルサレムでワークショップを開催し、親イスラエル的にウィキペディア記事を編集する方法を教えているとの報道があった。約50人がこの講座に参加した。
プロジェクトの主催者で、後にイスラエルの国会議員に選出されたAyelet Shakedは、Arutz Sheva Radioラジオでインタビューを受けた。彼女は情報が信頼できるものでありウィキペディアのルールに従う必要があることを強調した。彼女は、ウィキペディアの項目における「占領」という用語の使用や、イスラエルとユダヤ・サマリア地区およびJewish historyをリンクする項目の編集などのいくつかの例を挙げた。
「私たちはウィキペディアを変えたり、それをプロパガンダの道具にしたいわけではない」とイェシャ評議会のディレクターであるナフタリ・ベネットはコメントした。「ただもう一方の側面を示したいだけだ。人々はイスラエル人が意地悪く、邪悪で、一日中アラブ人を傷つけたいだけの人々だと思っている」。「このアイデアはウィキペディアを右派にすることではなく、我々の視点を含めることだ」と彼は別のインタビューで述べた。
講座参加者は、このコースは「ウィキペディアを乗っ取るためのシオニスト的陰謀」ではなく、紛争問題に関するオンライン百科事典で示される情報のバランスを取ろうとする試みだと説明した。
このワークショップの目的は、親イスラエル派の人々にウィキペディアの編集方法を教育し、より多くの人々がイスラエル側の見解を示せるようにすることであり、それによってコンテンツがよりバランスの取れたものになる...ウィキペディアは公正でバランスの取れた情報源であるべきであり、それはあらゆる立場の人々がコンテンツに貢献することによって実現される
講座の発表を受けて、パレスチナ・ジャーナリスト組合の長であるアブドゥル・ナセル・アンナジャールは、「次の地域紛争はメディア戦争になる」として、オンラインでパレスチナ側の見解を示すため対抗グループを設立する計画があると述べた。
2011年、ウィキペディア創設者のジミー・ウェールズは、イスラエル・シェリが組織した講座について、「我々はそうした取り組みによる影響をまったく見なかった。それは報道されたが、我々は影響を見なかった」と回顧した。

#### 金銭的報酬のための編集
2012年10月の『Salon.com』の記事で、ウィキペディア共同創設者のジミー・ウェールズは、ウィキペディア記事の有料編集の慣行に反対していると述べた。これはウィキペディアコミュニティの長年のメンバーの多くも同様である。それにもかかわらず、いくつかの組織は従業員に給与を支払ってウィキペディア記事を編集させており、著述家のソラヤ・フィールド・フィオリオは、1時間30ドルで作家や音楽家のためのウィキペディア記事を受注して書いていると述べている。フィオリオによれば、彼女のクライアントは広報活動の一部として機能するプレスリリースをコントロールするのと同じ方法で記事の内容をコントロールしている。2007年1月、リック・ジェリフはCBS とIDGニュースサービス が報じた話で、マイクロソフトがOOXMLに関する将来の編集サービスと引き換えに報酬を提供したと主張した。CBSが引用したマイクロソフトの広報担当者は、「マイクロソフトとリック・ジェリフは価格を決定しておらず、金銭の受け渡しはなかったが、会社が彼の文章を提出前に確認することは許可されないと合意していた」とコメントした。
英国放送協会が報じた話では、ジェフリー・マーキーは寄付の見返りに彼のウィキペディアの項目が彼に有利に編集されたと主張した。ウィキペディアの広報担当者ジェイ・ウォルシュは『デイリー・テレグラフ』とのインタビューでこの主張を断固として否定した。
『InformationWeek』が報じた話では、カリフォルニア州のサンタクララ大学の助教授で法学のEric Goldmanは、「最終的にマーケティング担当者はウィキペディアのページにリンクを挿入し、ウィキペディアに対する自動攻撃を行うスクリプトを構築するだろう」 と主張した。これにより、百科事典は編集者が攻撃者に対する対策を提供する能力を超えてしまうだろう。特に、これらの攻撃に対応する負担が中核的な貢献者を追い払い、残った人々への負担が増加するという悪循環があるためである

##### ウィキペディアのポリシー立案者に関わる紛争
2008年2月、イギリスの技術ニュースと意見ウェブサイト『The Register』は、ウィキペディアの著名な管理者が利益相反のある分野を編集し、批判を最小限に抑えるとともに、自分の編集を有利にするため『個人伝記』と『利益相反』に関するウィキペディアのポリシーを変更したと述べた。
ウィキペディアの中立性の主張に対する最も厳しい批判のいくつかは『ザ・レジスター』に掲載され、これは今度はプロジェクトの創設メンバーによって批判されたとされる。『ザ・レジスター』によれば：「要するに、ウィキペディアはカルトである。少なくとも内輪はカルトである。我々がこの観察をした最初の者ではない。内部では、彼らはお互いの信念を強化し合う。そして外部の誰かがそれらの信念に疑問を投げかければ、彼らは団結する。彼らは事実を否定する。彼らは攻撃者を攻撃する。我々のジョシ・フレスコに関する記事の後、フレスコは我々の報道を反駁しなかった。彼は単に我々を「イエロージャーナリズム」と非難した。我々のOverstock.com記事の後、ウェールズは我々を「くず」と呼んだ」。
『ガーディアン』のチャールズ・アーサーは「ウィキペディアおよび他の多くのオンライン活動は、カルトの外見的特徴をすべて示している」と述べた。
2015年2月、長年のウィキペディア管理者は、ウィキペディアの仲裁委員会が、彼が数年にわたって論争のあるインド計画経営研究所とその学部長アリンダム・チョードリについてのウィキペディア記事の内容を操作し、肯定的な内容を追加し、否定的な内容を削除したと認定した後、サイトから追放された。インドのジャーナリストは『ニューズウィーク』で、研究所のPR活動におけるウィキペディア記事の重要性についてコメントし、「ウィキペディアはこれを長期間放置することで、おそらく15,000人の学生の人生を台無しにした」という意見を述べた。

#### 科学的論争
2005年の『ネイチャー』の研究は、ウィキペディアの科学記事作成者が直面する課題の簡単な2つの例も示した。最初の例は統合失調症の記事に暴力に関するセクションを追加することに関するもので、その記事の常連編集者の一人である神経心理学者のヴォーン・ベルの見解を示しており、それは人々を閉じ込める必要性についての「激論」にすぎず、それを編集することで彼はその話題に関する文献を調べるよう刺激されたという。
『ネイチャー』が報告した2つ目の論争は、気候学者のウィリアム・コノリーに関するもので、気候変動関連の記事の編集者間の長引く論争に関連していた。コノリーは保護観察処分を受け、いくつかの反対者は6ヶ月間気候関連の記事の編集を禁止された。別の論文では、これはバイアスよりもエチケットに関するものであり、コノリーは「愚か者を喜んで許容しない」と評している。

### ウィキペディアのプロジェクトページ
- 報道
- 一般的な異議への回答
- ウィキペディアを使った調査
- 統計
- 裁判所の情報源としてのウィキペディア (引用使用例のリスト)
- 学術情報源としてのウィキペディア (引用使用例のリスト)
- 学術研究におけるウィキペディア (研究リスト)
- WikiProjectウィキペディアの信頼性
- アメリカの主要新聞はウィキペディアを使用している
- スタンフォード哲学百科事典との比較
- Wikipedia:外部査読（英語版）
  - 外部査読/ネイチャー2005年12月